# Teilungen Polens

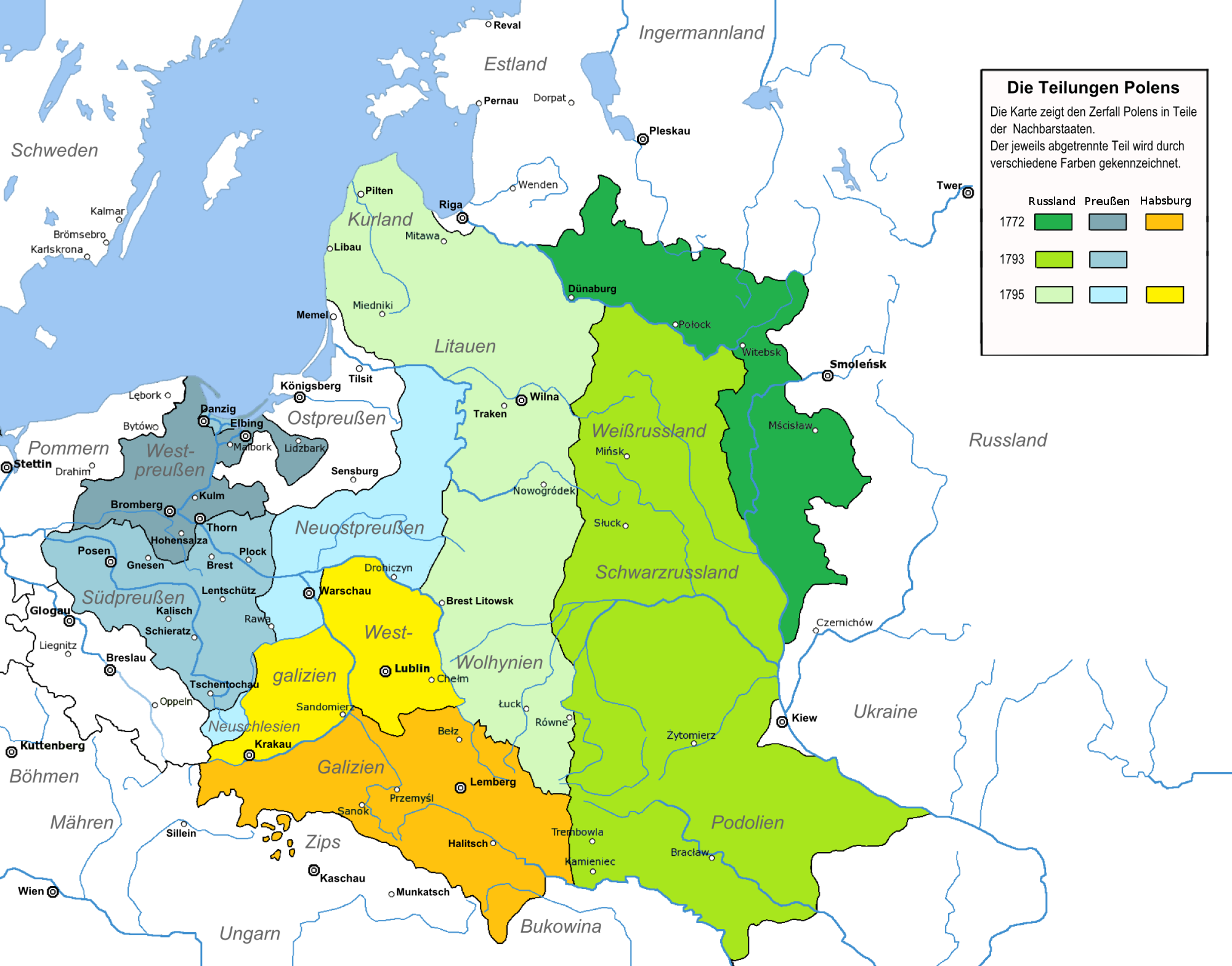
Die drei Teilungen Polens

Als Teilungen Polens wird die schrittweise Aufteilung des polnisch-litauischen Staatsgebietes in den Jahren 1772 (1. Teilung), 1793 (2. Teilung) und 1795 (3. Teilung) unter Russland, Preußen und Österreich
und die mit der 3. Teilung schließlich erfolgte Auflösung der polnisch-litauischen Adelsrepublik bezeichnet. Die Gebietsaufteilungen geschahen jeweils in gegenseitiger Absprache dieser drei Nachbarstaaten. Polen-Litauen blieb bis zum Ende des Ersten Weltkrieges 1918 von diesen annektiert. Sowohl Polen als auch Litauen waren also mehr als ein Jahrhundert lang keine souveränen Staaten mehr.
Eine kurzlebige Änderung bestand lediglich zwischen 1807 und 1815, als Napoleon Bonaparte aus Teilen der von Preußen und Österreich annektierten Gebiete das Herzogtum Warschau geschaffen hatte. Als französischer Satellitenstaat diente es ihm als Rekrutierungsgebiet und Aufmarschbasis für den Russlandfeldzug 1812. Es blieb Napoleon auch im Befreiungskrieg von 1813/1814 treu, weshalb der Wiener Kongress es 1815 auflöste. Der größte Teil davon kam weder an Preußen noch an Österreich zurück, sondern indirekt zu Russland durch die Bildung des konstitutionellen Königreichs Polen, das fortan die autokratischen russischen Zaren in Personalunion regierten.
Als Vierte Teilung Polens gilt die erneute Aufteilung des Landes zwischen NS-Deutschland und der Sowjetunion durch den Hitler-Stalin-Pakt von 1939. Die Bezeichnung wurde aber auch auf die Beschneidung des polnischen Staatsgebiets durch den Wiener Kongress und auf die Westverschiebung Polens nach dem Zweiten Weltkrieg angewandt.

## Überblick
Nachdem Polen-Litauen, ein föderaler Ständestaat mit einem von der Aristokratie in freier Wahl gewählten König an der Staatsspitze, in der zweiten Hälfte des 18. Jahrhunderts durch zahlreiche vorangegangene Kriege und innere Konflikte (z. B. durch die Konföderationen) stark geschwächt war, geriet das Land ab 1768 unter die unmittelbare Vorherrschaft Russlands („Ewiger Vertrag“ von 1768). Zarin Katharina II. forderte die rechtlich-politische Gleichstellung der sogenannten Dissidenten, wie damals vor allem die zahlreiche orthodoxe ostslawische Bevölkerung Polen-Litauens genannt wurde, aber auch Protestanten. Dies provozierte jedoch den Widerstand des katholischen polnischen Adels (vgl. Konföderation von Bar 1768–1772), der am Ende des Bürgerkriegs sehr hohe Opferzahlen zu beklagen hatte.
Preußen nutzte die Situation des polnischen Bürgerkriegs aus und verhandelte mit Russland über eine Strategie für Polen. Schließlich gelang es König Friedrich II. und Zarin Katharina II. mit rein diplomatischen Mitteln, eine Annexion großer Gebiete Polens durch Österreich, Russland und Preußen zu erreichen. Das militärisch wehrlose Land hatte sich der Aggression der drei lokalen Großmächte zu beugen. Preußens lange verfolgtes Ziel, eine Landbrücke nach Ostpreußen zu schaffen, wurde auf diese Weise 1772 erreicht.
Der nach dieser ersten Teilung verbliebene Staat setzte verschiedene Reformen in seinem Inneren durch, unter anderem die Abschaffung des Einstimmigkeitsprinzips im Reichstag (liberum veto), wodurch Polen seine Handlungsfähigkeit zurückgewinnen wollte. Die Reformen mündeten schließlich am 3. Mai 1791 in der Verabschiedung einer liberalen Verfassung. Ein solcher Reformeifer, geprägt von den Ideen der Französischen Revolution, widersprach aber den Interessen der absolutistischen Nachbarmächte und Teilen des konservativen polnischen Hochadels (vgl. Konföderation von Targowica 1792, Russisch-Polnischer Krieg von 1792) und leistete 1793 einer weiteren Teilung Vorschub, an der sich Preußen und das Russische Reich beteiligten.
Die neuerliche Teilung stieß auf heftigen Widerstand, so dass sich die Vertreter des Kleinadels mit Teilen des Bürgertums und Bauernstandes einem Volksaufstand um General Tadeusz Kościuszko, der zuvor im Amerikanischen Unabhängigkeitskrieg an der Seite George Washingtons erfolgreich gekämpft hatte, anschlossen. Nachdem der Kościuszko-Aufstand von den Teilungsmächten niedergeschlagen worden war, entschlossen sich Preußen und Russland 1795 – jetzt wieder unter österreichischer Beteiligung – zur restlosen Aufteilung der polnisch-litauischen Adelsrepublik.

## Die Schwächung Polens seit dem 17. Jahrhundert
Bereits seit der ersten Hälfte des 17. Jahrhunderts geriet Polen-Litauen in eine lange Phase zumeist unfreiwilliger kriegerischer Auseinandersetzungen mit seinen Nachbarn. Insbesondere die immer wiederkehrenden Zusammenstöße mit dem Osmanischen Reich (vgl. Osmanisch-Polnische Kriege), Schweden (vgl. Schwedisch-Polnische Kriege) und Russland (vgl. Russisch-Polnische Kriege) belasteten die Stabilität des Unionsstaates dauerhaft.

### Zweiter Nordischer Krieg
Kriegerische Auseinandersetzungen, die den Unionsstaat schwer erschütterten, begannen 1648 mit dem großflächigen Chmielnicki-Aufstand der ukrainischen Kosaken, die sich gegen die polnische Herrschaft in der westlichen Rus auflehnten. Im Vertrag von Perejaslaw stellten sich die Kosaken unter den Schutz des Zarentums Russland, was den Russisch-Polnischen Krieg 1654–1667 auslöste. Die Siege und das Vorrücken der Russen und der ukrainischen Kosaken unter Chmielnicki bedingten darüber hinaus den Einfall Schwedens in Polen ab 1655 (vgl. Zweiter Nordischer Krieg), der in der polnischen Geschichtsschreibung als „Blutige“ oder „Schwedische Sintflut“ bekannt wurde. Zeitweise rückten die Schweden bis nach Warschau und Krakau vor. Gegen Ende der 1650er Jahre wurde Schweden durch den Kriegseintritt weiterer Mächte so weit geschwächt und in die Defensive gedrängt, dass Polen im Frieden von Oliva 1660 den Status quo ante aushandeln konnte. Die Auseinandersetzungen mit Russland gingen jedoch weiter und mündeten schließlich in einen für Polen ungünstigen Waffenstillstandsvertrag 1667, durch den die Rzeczpospolita große Teile ihres Staatsgebiets (Smolensk, Linksufrige Ukraine mit Kiew) und Millionen von Einwohnern an das russische Zarentum verlor.
Nicht nur territorial war Polen nun geschwächt. Außenpolitisch wurde der Unionsstaat immer handlungsunfähiger, und wirtschaftlich bedeuteten die Kriegsfolgen eine Katastrophe: Fast die Hälfte der Bevölkerung starb in den Wirren der Kriege oder wurde vertrieben, 30 Prozent der Dörfer und Städte waren zerstört. Der Rückgang landwirtschaftlicher Erzeugnisse war dramatisch, allein die Getreideproduktion erreichte nur noch 40 Prozent des Vorkriegsniveaus. Polen geriet bis zum Beginn des 18. Jahrhunderts in einen sozialen und wirtschaftlichen Entwicklungsrückstand, den es bis ins darauf folgende Jahrhundert nicht aufholen konnte.

### Großer Nordischer Krieg
Dennoch begann unter dem neuen König August II. „der Starke“ das nächste Jahrhundert mit einem weiteren verheerenden Krieg, dem Dritten oder Großen Nordischen Krieg 1700–1721, der heute häufig als Ausgangspunkt der Geschichte der Teilungen Polens angesehen wird. Über 20 Jahre dauerten die erneuten Auseinandersetzungen um die Vorherrschaft im Ostseeraum. Die meisten Anrainer schlossen sich im Vertrag von Preobraschenskoje zur „Nordischen Liga“ zusammen und bezwangen Schweden letztendlich. Der Frieden von Nystad 1721 besiegelte das Ende Schwedens als regionale Großmacht und den Aufstieg Russlands im gesamteuropäischen Mächtekonzert.
Die Rolle Polen-Litauens in diesem Konflikt offenbarte die Schwäche der Republik nur allzu deutlich. Schon vor Kriegsbeginn war die Adelsrepublik kein gleichrangiger Akteur mehr unter den Ostsee-Mächten gewesen. Vielmehr fiel Polen-Litauen immer weiter unter die Hegemonie Russlands. Dennoch strebte der König von Polen und Kurfürst von Sachsen August II. danach, aus den Auseinandersetzungen um das „Dominium maris baltici“ Profit zu schlagen und seine Position wie die des wettinischen Hauses zu stärken. Hintergrund dieser Bestrebungen war wohl insbesondere die Absicht, ein dynastisches Zeichen zu setzen, um die von ihm gewünschte Überführung der sächsisch-polnischen Personalunion in eine Realunion und Erbmonarchie zu forcieren (Polen-Litauen war seit seiner Gründung 1569 eine Wahlmonarchie).
Nachdem Russland die schwedischen Truppen bei Poltawa 1709 besiegt hatte, stand die „Nordische Liga“ endgültig unter der Führung des Zarenreichs. Für Polen bedeutete diese Entscheidung einen erheblichen Bedeutungsverlust, da es keinen Einfluss mehr auf den weiteren Kriegsverlauf nehmen konnte. Russland betrachtete den Doppelstaat Polen-Litauen nicht mehr als potenziellen Bündnispartner, sondern nur noch als „Vorfeld“ seines Imperiums. Das russische politische Kalkül sah vor, die Adelsrepublik soweit unter Kontrolle zu bringen, dass sie dem Einfluss konkurrierender Mächte entzogen blieb. Polen geriet so in eine Epoche der Souveränitätskrise.
Die Situation im Inneren des Staates war ebenso schwierig wie die außenpolitische Lage: Neben seinen Versuchen, sich nach außen hin Geltung zu verschaffen, war der sächsische Kurfürst August II. als polnischer König bestrebt, die Republik in seinem Sinne zu reformieren und die Macht des Königs auf Kosten der mächtigen Magnaten auszubauen. Doch verfügte er innerhalb der Republik weder über eine Hausmacht noch über ausreichend Unterstützung, um ein solches absolutistisches Reformwerk gegen den polnischen Adel durchzusetzen. Im Gegenteil: Kaum trat er mit seinen Reformbestrebungen auf den Plan, formierte sich Widerstand im Adel, was 1715 letztendlich die Bildung der Konföderation von Tarnogród nach sich zog. Augusts Staatsstreich führte zum offenen Konflikt. Russland nutzte die Chance des Bürgerkriegs und sicherte sich schließlich mit seiner Intervention auch längerfristigen Einfluss.
Im Stummen Sejm von 1717 hatte sich die Republik selbst „entmilitarisiert“ durch die Finanzierung einer kleinen Stehenden Berufsarmee von höchstens bis zu 24.000 Mann, die auf Grundlage einer Besteuerung der Adelsgüter finanziert werden sollte. In der Praxis und für die Bedürfnisse des 18. Jahrhunderts war diese Armeestärke jedoch viel zu gering. Das benachbarte, territorial und auch in puncto Bevölkerungszahl viel kleinere Preußen unterhielt um 1717 geschätzt ein Heer von rund 50.000 Mann, das bis 1739 auf über 80.000 Mann verstärkt wurde.
Am Ende des Großen Nordischen Krieges 1721 gehörte Polen zwar zu den offiziellen Gewinnern, doch täuscht dieser Sieg über den immer weiter fortschreitenden Prozess der Unterordnung der Republik unter die Hegemonialinteressen der Nachbarstaaten hinweg, bedingt und gefördert durch eine „Koinzidenz von innerer Krise und außenpolitischem Konstellationswechsel“. De iure war Polen freilich noch kein Protektorat Russlands, aber de facto war der Souveränitätsverlust deutlich spürbar. In den folgenden Jahrzehnten bestimmte Russland die polnische Politik.

### Abhängigkeit vom Ausland und Widerstand im Inneren
Wie groß die Abhängigkeit von den anderen europäischen Mächten war, zeigte die Entscheidung über die Thronfolge, nachdem August II. 1733 verstorben war. Es war nicht allein die Szlachta, d. h. der polnische Landadel, die diese Entscheidung treffen sollte. In die Nachfolgediskussion mischten sich neben den Nachbarmächten auch Frankreich und Schweden ein, die versuchten, Stanisław Leszczyński auf dem Thron zu platzieren. Die drei Nachbarstaaten Preußen, Russland und Österreich aber versuchten die Thronbesteigung durch Leszczyński zu verhindern und verpflichteten sich noch vor dem Tode Augusts II. gegenseitig, auf einen eigenen gemeinsamen Kandidaten zu setzen (Löwenwoldesches Traktat bzw. Allianzvertrag der drei Schwarzen Adler). Dabei sollte ein wettinischer Kandidat ausgeschlossen werden. Der polnische Adel ignorierte jedoch den Beschluss der Nachbarstaaten und votierte mit einer Mehrheit für Leszczyński. Russland und Österreich gaben sich mit dieser Entscheidung aber nicht zufrieden und setzten eine Gegenwahl durch. Entgegen den Vereinbarungen und ohne Absprache mit Preußen nominierten sie den Sohn des verstorbenen Königs, den Wettiner August III. Die Folge war ein dreijähriger Thronfolgekrieg, in der die anti-wettinische Konföderation von Dzików unterlag und an dessen Ende Leszczyński abdankte. Auf dem „Pazifikationsreichstag“ 1736 erkaufte sich der Sachse August III. mit dem Verzicht auf eigene Gestaltungsmöglichkeiten schließlich den Königstitel und beendete somit das Interregnum.

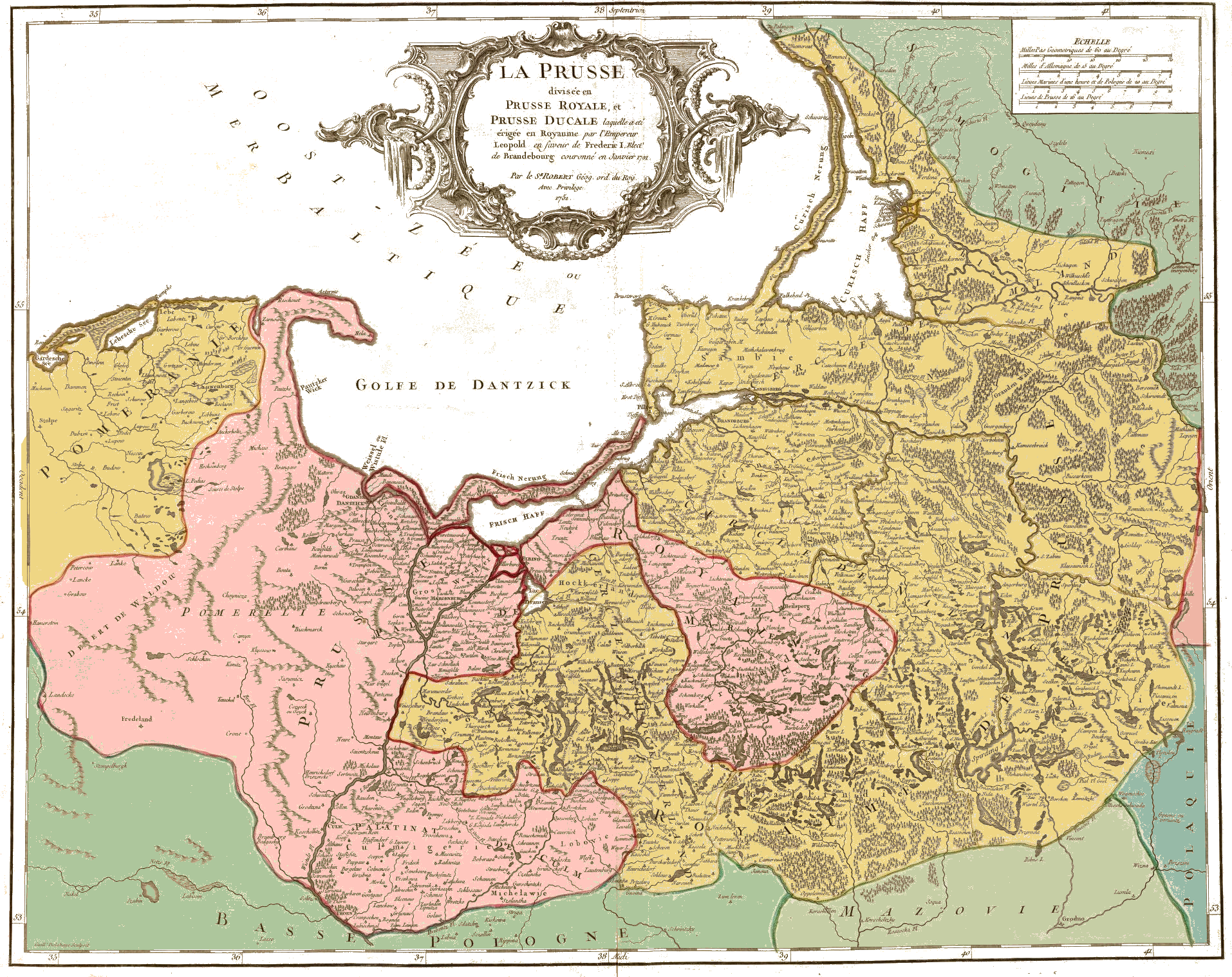
Karte von Gilles Robert de Vaugondy aus dem Jahr 1751: Preußen, geteilt in das königliche Preußen (rosa) und das herzogliche Preußen (gelb), das durch Kaiser Leopold zu einem Königreich erhoben wurde zugunsten von Friedrich I., Kurfürsten von Brandenburg, gekrönt im Januar 1701. Links in Gelb das ebenfalls preußische Pommern. In Grünabstufungen einzelne Landesteile Polens

Die sich bekämpfenden Konföderationen sollten die Republik nahezu das ganze 18. Jahrhundert lähmen. Verschiedene Parteiungen mit unterschiedlichen Interessen standen sich gegenüber und machten es unmöglich, in einem System, das auf dem Einstimmigkeitsprinzip beruhte, Reformen durchzuführen. Das „Liberum Veto“ ermöglichte es jedem einzelnen Mitglied der Szlachta, durch seinen Einspruch einen zuvor ausgehandelten Kompromiss zu Fall zu bringen. Durch die Einflussnahme der Nachbarmächte verstärkte sich die innere Spaltung der Republik zusätzlich, so dass beispielsweise während der kompletten Regierungszeit Augusts III. zwischen 1736 und 1763 kein einziger Reichstag erfolgreich abgeschlossen werden konnte und somit nicht ein Gesetz verabschiedet wurde. Auch in den Jahren davor zeigt die Bilanz der Reichstage die lähmende Wirkung des Einstimmigkeitsprinzips: Von den insgesamt 18 Reichstagen von 1717 bis 1733 wurden alleine elf „gesprengt“, zwei endeten ohne Beschlussfassung und nur fünf erzielten Ergebnisse.
Nach dem Tode Augusts III. strebten insbesondere die beiden polnischen Adelsgeschlechter Czartoryski und Potocki an die Macht. Doch wie schon beim Interregnum 1733 wurde die Thronfolge wieder zu einer Frage europäischer Dimension. Es waren wiederum keineswegs die polnischen Adelsparteien, die die Nachfolge bestimmten, sondern die europäischen Großmächte, speziell die großen Nachbarstaaten. Zwar war das Resultat der Königswahl ganz im Sinne Russlands, aber auch Preußen spielte eine entscheidende Rolle.
Verstärkt versuchte der preußische König Friedrich II. seine Interessen zu verfolgen. Wie schon in seinen Testamenten 1752 und 1768 beschrieben, beabsichtigte er, durch den Erwerb des polnischen „Preußen Königlichen Anteils“ eine Landverbindung zwischen Pommern und Ostpreußen, seinem „Königreich“, zu schaffen. Welche Bedeutung diese Erwerbung hatte, zeigt die Häufigkeit, mit der Friedrich diesen Wunsch immer wieder erneuerte. Noch 1771 schrieb er: „Polnisch-Preußen würde die Mühe lohnen, selbst wenn Danzig nicht inbegriffen wäre. Denn wir hätten die Weichsel und die freie Verbindung mit dem Königreiche, was eine wichtige Sache sein würde.“

### Polen unter russischer Hegemonie

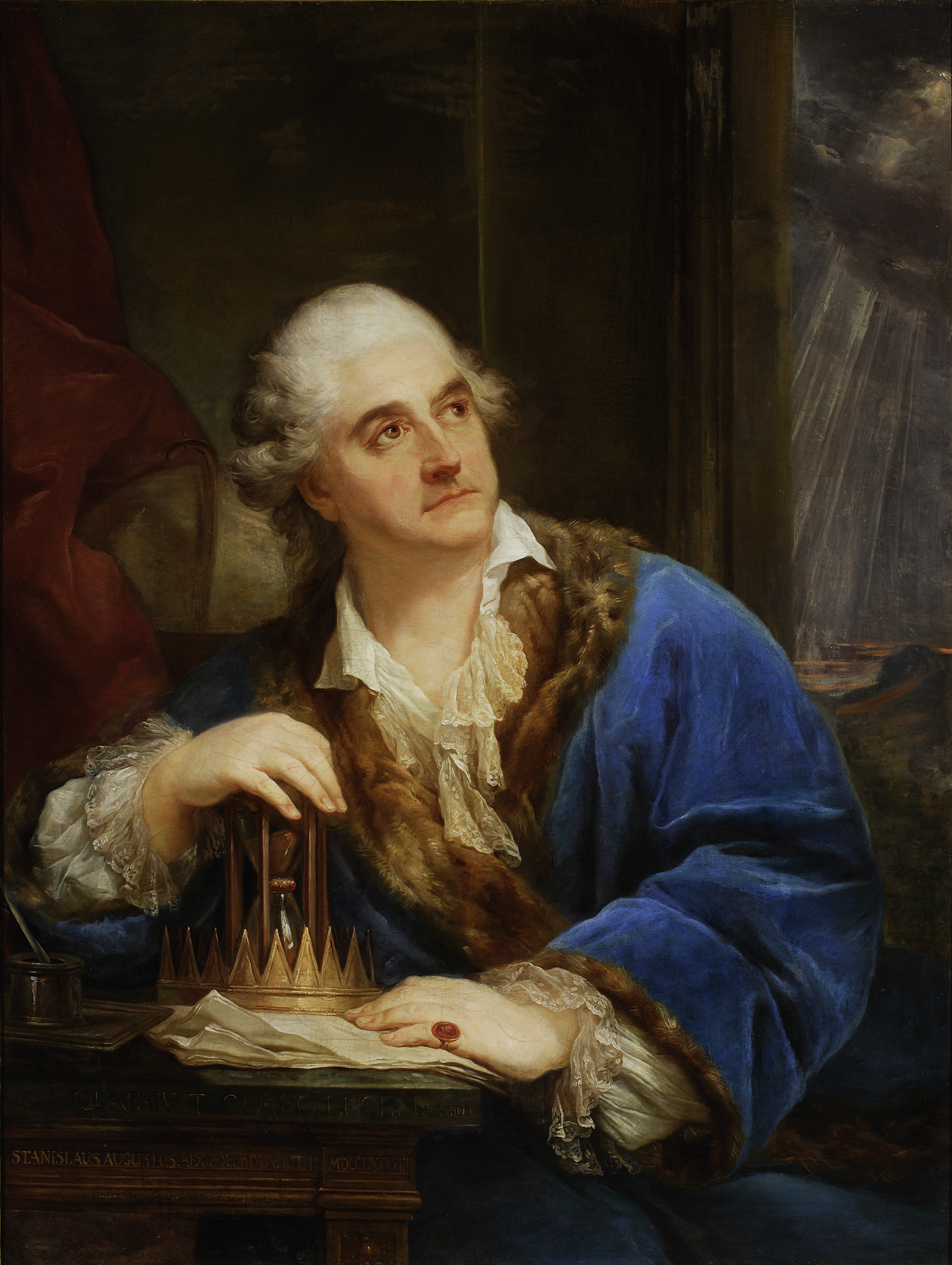
Stanisław August Poniatowski mit Krone und Stundenglas (Gemälde von Marcello Bacciarelli)

Da Russland einen solchen Machtgewinn Preußens nicht ohne weiteres akzeptiert hätte, strebte der Preußenkönig ein Bündnis mit der russischen Kaiserin Katharina II. an. Eine erste Gelegenheit, ein solches russisch-preußisches Abkommen zu schmieden, war die Nominierung des neuen polnischen Königs im April 1764. Preußen akzeptierte die Wahl des russischen Wunschkandidaten auf den polnischen Thron. Österreich blieb bei dieser Entscheidung ausgeschlossen, und so bestimmte Russland quasi im Alleingang über die Thronfolge.
Russlands Entscheidung über die Person des Thronfolgers war dabei schon längst gefallen. Bereits im August 1762 sicherte die Zarin dem früheren britischen Botschaftssekretär Stanisław August Poniatowski die Thronfolge zu und verständigte sich mit der Adelsfamilie der Czartoryski über deren Unterstützung. Ihre Wahl fiel dabei auf eine Person ohne Hausmacht und mit geringem politischen Gewicht. Ein schwacher, pro-russischer König bot in den Augen der Zarin „die beste Gewähr für die Subordination des Warschauer Hofes unter die Weisungen Petersburgs“. Dass Poniatowski ein Liebhaber Katharinas II. war, spielte bei der Entscheidung wohl eine untergeordnete Rolle. Dennoch war Poniatowski mehr als nur eine Verlegenheitswahl, denn der erst 32-jährige Thronanwärter hatte eine umfassende Bildung, ein großes Sprachtalent und verfügte über weitgehende diplomatische und staatstheoretische Kenntnisse. Nach seiner Wahl am 6./7. September 1764, die durch den Einsatz beträchtlicher Bestechungsgelder und die Anwesenheit von 20.000 Mann russischer Truppen einstimmig verlief, erfolgte die Inthronisierung schließlich am 25. November. Wahlort war entgegen der Tradition nicht Krakau, sondern Warschau.
Poniatowski erwies sich jedoch als nicht so loyal und gefügig wie von der Zarin erhofft. Bereits nach kurzer Zeit nahm er tiefgreifende Reformen in Angriff. Um nach der Wahl des neuen Königs auch dessen Handlungsfähigkeit zu garantieren, beschloss der Reichstag am 20. Dezember 1764, sich selbst in eine Generalkonföderation umzuwandeln, die eigentlich nur für die Dauer des Interregnums Bestand haben sollte. Dies bedeutete, dass zukünftige Reichstage vom „liberum veto“ befreit wurden und Mehrheitsentscheidungen (pluralis votorum) zur Beschlussfassung ausreichten. Auf diese Weise wurde der polnische Staat gestärkt. Katharina II. wollte die Vorteile der dauerhaften Blockade des politischen Lebens in Polen durch das Liberum Veto, der so genannten „polnischen Anarchie“, jedoch nicht aus der Hand geben und suchte nach Möglichkeiten, ein funktions- und reformfähiges System zu verhindern. Zu diesem Zweck ließ sie einige pro-russische Edelleute mobilisieren und verbündete diese mit orthodoxen und protestantischen Dissidenten, die seit der Gegenreformation unter Diskriminierungen litten. 1767 schlossen sich orthodoxe Adelige zur Konföderation von Sluzk und protestantische zur Konföderation von Thorn zusammen. Als katholische Antwort auf diese beiden Konföderationen bildete sich die Konföderation von Radom heraus. Am Ende des Konflikts stand ein neuer polnisch-russischer Vertrag, der am 24. Februar 1768 vom Reichstag gezwungenermaßen gebilligt wurde. Dieser sogenannte „Ewige Vertrag“ beinhaltete die Manifestierung des Einstimmigkeitsprinzips, eine russische Garantie für die territoriale Integrität und für die politische „Souveränität“ Polens, sowie religiöse Toleranz und rechtlich-politische Gleichstellung für die Dissidenten im Reichstag. Dieser Vertrag hielt jedoch nicht lange vor.

## Die erste Teilung 1772

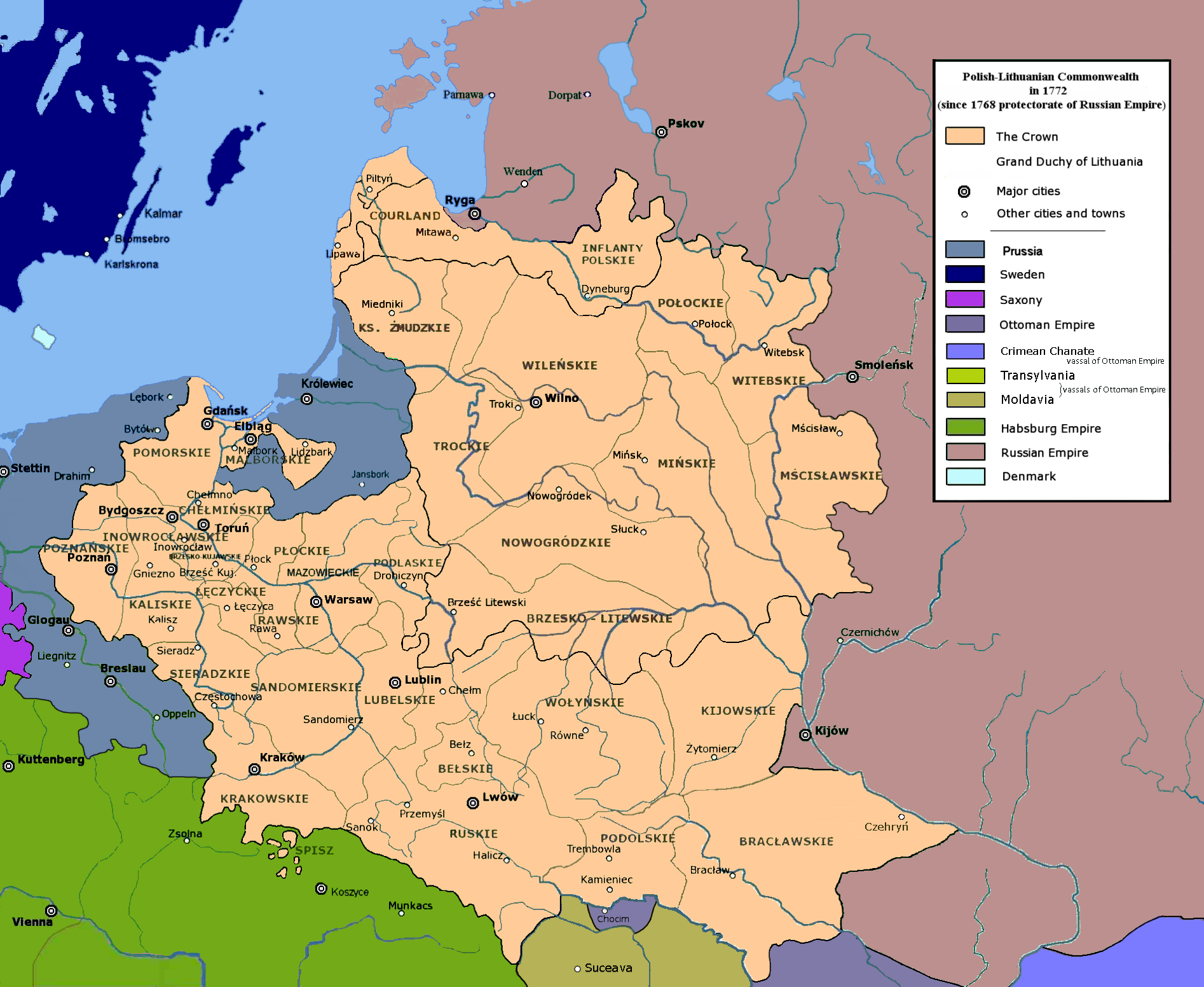
Polen-Litauen 1768–1772 unter russischer Vorherrschaft

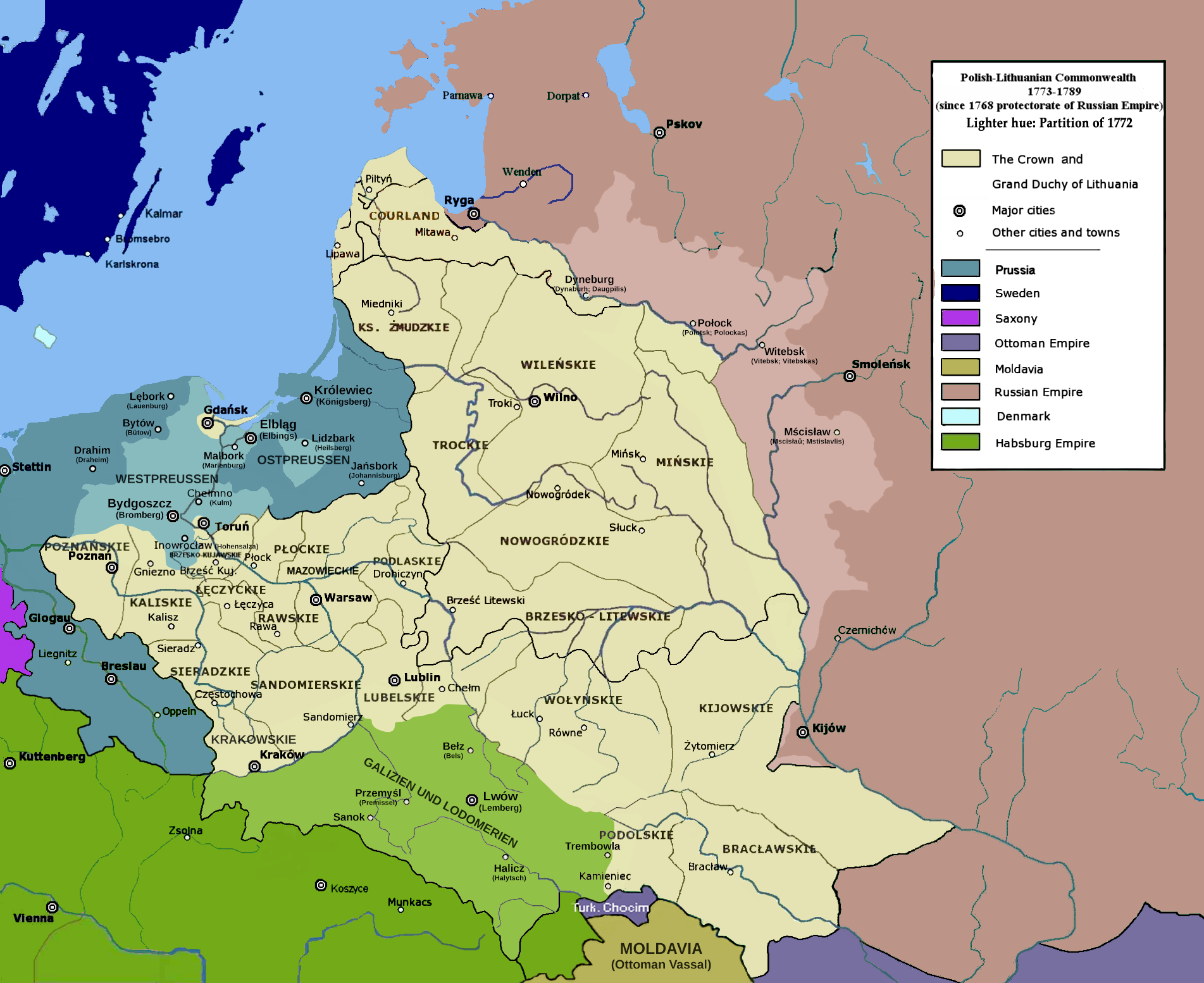
Polen-Litauen in den Grenzen nach der Ersten Teilung Polens. Von 1773 bis zum „Großen Reichstag“ 1788 unter russischer Vorherrschaft.

### Die Auslöser: Anti-russischer Aufstand und Russisch-Osmanischer Krieg
Die Reformversuche Poniatowskis stellten die Zarin Katharina vor ein Dilemma: Wenn sie sie nachhaltig unterbinden wollte, musste sie sich militärisch engagieren. Das aber würde die beiden anderen an Polen grenzenden Großmächte provozieren, die nach der Doktrin vom Gleichgewicht der Kräfte eine deutliche russische Hegemonie über Polen nicht hinnehmen würden. Um sie zum Stillhalten zu bewegen, boten sich, wie der Historiker Norman Davies schreibt, als „Bestechungsmittel“ territoriale Zugeständnisse auf Polens Kosten an. Das Jahr 1768 leistete der Ersten Teilung Polens besonderen Vorschub. Das preußisch-russische Bündnis nahm konkretere Formen an. Entscheidende Faktoren hierfür waren die innerpolnischen Schwierigkeiten sowie die außenpolitischen Konflikte, mit denen sich Russland konfrontiert sah: Innerhalb Polen-Litauens verstärkte sich der Unmut des konservativ-katholischen Adels über die russische Protektoratsherrschaft und die offene Missachtung der Souveränität. Nur wenige Tage nach der Verabschiedung des „Ewigen Vertrages“ gründete sich am 29. Februar 1768 die anti-russische Konföderation von Bar, welche von Österreich und Frankreich unterstützt wurde. Unter der Parole der Verteidigung des „Glaubens und der Freiheit“ taten sich katholische und polnisch-republikanische Männer zusammen, um auch gewaltsam die Rücknahme des „Ewigen Vertrages“ zu erzwingen und gegen die russische Vorherrschaft und den prorussischen König Poniatowski zu kämpfen. Russische Truppen marschierten daraufhin erneut in Polen ein. Der Reformwille intensivierte sich in dem Maße, in dem Russland seine Repressalien steigerte.
Nur wenige Monate später folgte im Herbst zudem eine Kriegserklärung des Osmanischen Reiches an das Russische Zarenreich (siehe Russisch-Türkischer Krieg 1768–1774), ausgelöst durch die inneren Unruhen in Polen. Das Osmanische Reich hatte die russische Einflussnahme in Polen schon länger missbilligt und nutzte die Unruhen, um sich mit den Aufständischen zu solidarisieren. Russland befand sich nun in einem Zweifrontenkrieg.
Der Krieg war aufgrund der drohenden Internationalisierung des Konflikts ein Mitauslöser der Ersten polnischen Teilung, 1772: Die Osmanen hatten mit den polnischen Aufständischen, mit denen auch Frankreich und Österreich sympathisierten, ein Bündnis geschlossen. Russland hingegen bezog Unterstützung vom Königreich Großbritannien, das der Kaiserlichen Russischen Marine Berater anbot. Als aber Österreich erwog, auch offiziell an der Seite der Osmanen in den Krieg einzutreten, drohte aufgrund der verflochtenen Bündnissysteme eine Internationalisierung des Konflikts, unter Beteiligung der fünf europäischen Großmächte.
Preußen, das seit dem Abschluss einer Defensivallianz mit Russland, 1764, dem Zarenreich im Falle eines Angriffs, etwa durch Österreich, zu militärischen Beistand verpflichtet war, versuchte, die explosive Lage zu entschärfen. Dies sollte gelingen, indem es die Kontrahenten Russland und Österreich zur Annexion polnischer Territorien, der ersten polnischen Teilung, animierte und auch selbst daran partizipieren wollte.

### Preußisch-russische Absprachen
Das preußische Kalkül, wonach die Hohenzollern als Helfer Russlands auftraten, um so freie Hand bei der Einverleibung Polnisch-Preußens zu erhalten, schien aufzugehen. Unter dem Vorwand, die Ausbreitung der Pest einzudämmen, ließ König Friedrich einen Grenzkordon quer durch das westliche Polen ziehen. Als sein Bruder Heinrich 1770/1771 in St. Petersburg weilte, brachte die Zarin einmal das Gespräch auf die Zipser Städte, die Österreich im Sommer 1769 annektiert hatte. Scherzend fragten Katharina und ihr Kriegsminister Sachar Tschernyschow, warum Preußen diesem österreichischen Beispiel nicht folge: „Aber warum nicht das Fürstbistum Ermland wegnehmen? Denn schließlich muß doch jeder etwas haben?“ Preußen sah die Chance gekommen, Russland im Krieg gegen die Türken zu unterstützen, um im Gegenzug das russische Einverständnis für die Annexion zu bekommen. Friedrich II. ließ sein Angebot in Petersburg sondieren. Katharina II. zögerte jedoch in Anbetracht des polnisch-russischen Vertrages vom März 1768, der die territoriale Integrität Polens garantierte. Unter dem wachsenden Druck der konföderierten Truppen willigte die Zarin aber letztendlich ein und ebnete somit den Weg zur Ersten Teilung Polens.

### Ausführung trotz anfänglicher Bedenken

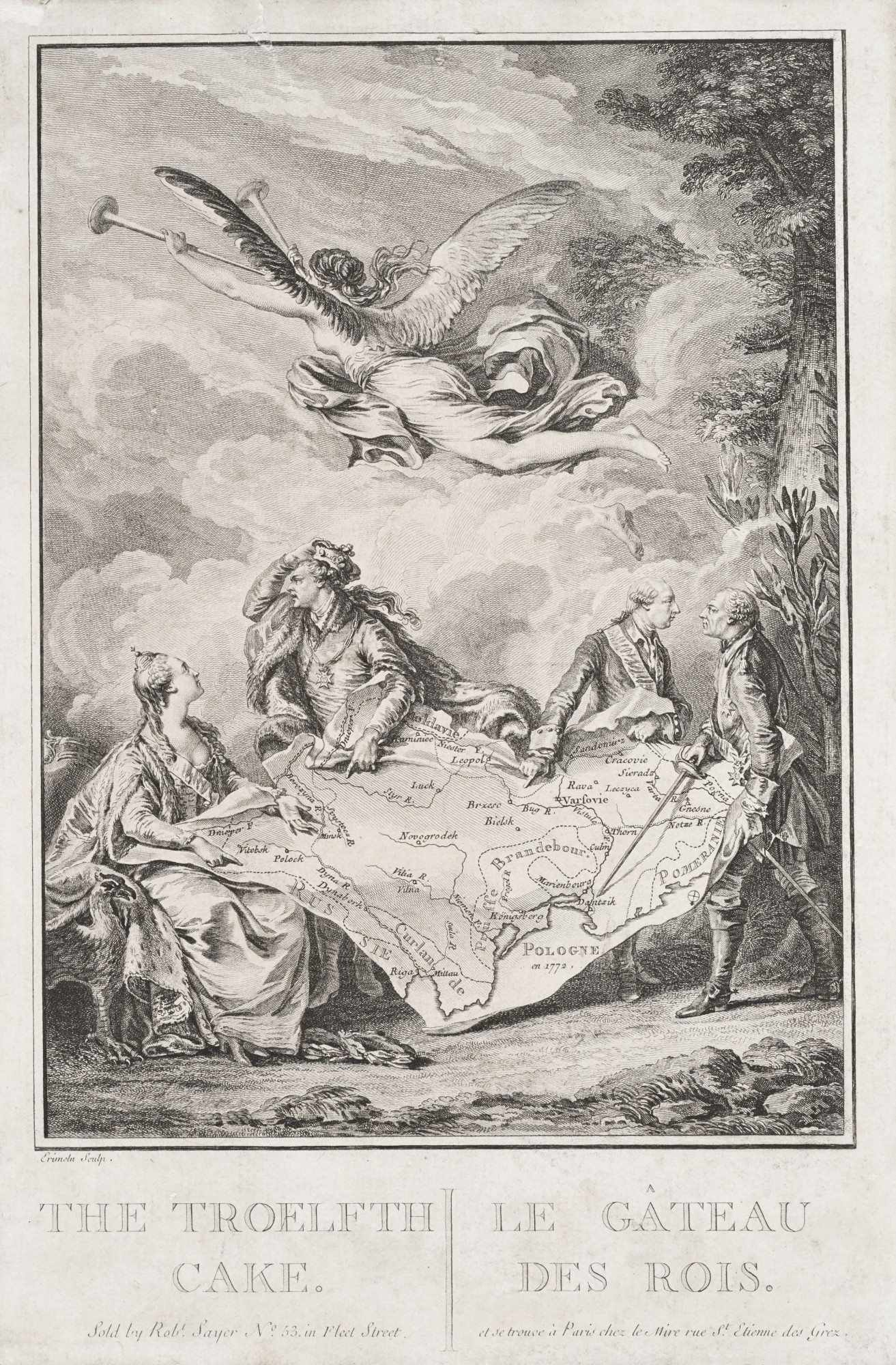
Katharina II. (ganz links) teilt sich Polen mit Joseph II. und Friedrich II. von Preußen (ganz rechts, mit dem Degen in der Hand) wie einen Kuchen auf, während der polnische König Stanislaus II. August versucht, seine Krone festzuhalten (Karikatur Le gâteau des rois von Jean-Michel Moreau, 1773)

Zwar lehnten Russland und Österreich zunächst eine Annexion polnischen Territoriums im Grundsatz ab, jedoch rückte der Teilungsgedanke immer mehr in den Mittelpunkt der Überlegungen. Entscheidendes Leitmotiv war der Wille zur Aufrechterhaltung eines mächtepolitischen Gleichgewichts unter Wahrung der „Adelsanarchie“, die sich im und um das Liberum Veto in der polnisch-litauischen Adelsrepublik manifestierte.
Nachdem Russland im Konflikt mit dem Osmanischen Reich 1772 in die Offensive gegangen und eine russische Expansion in Südosteuropa absehbar geworden war, fühlten sich sowohl die Hohenzollern als auch die Habsburger von einem möglichen Wachstum des Zarenreiches bedroht. Ihre Ablehnung eines solchen einseitigen Gebietsgewinns und des damit verbundenen russischen Machtzuwachses ließen Pläne für allseitige territoriale Kompensationen entstehen. Friedrich II. sah nun die Gelegenheit gekommen, seine Agrandissement-Pläne zu verwirklichen, und verstärkte seine diplomatischen Bemühungen. Er verwies auf einen bereits 1769 sondierten Vorschlag, das sogenannte „Lynarsche Projekt“, und sah darin einen idealen Ausweg zur Vermeidung einer Verschiebung des Mächtegleichgewichts: Russland sollte auf die Besetzung der Fürstentümer Moldau und Walachei verzichten, was vor allem im Interesse Österreichs war. Da Russland dem nicht ohne entsprechende Gegenleistung zustimmen würde, sollte dem Zarenreich als Kompromiss ein territoriales Äquivalent im Osten des Königreichs Polens angeboten werden. Gleichzeitig sollte Preußen die von ihm angestrebten Gebiete an der Ostsee erhalten. Damit auch Österreich einem solchen Plan zustimmen würde, sollten der Habsburgermonarchie schließlich die galizischen Teile Polens zugeschlagen werden.
Während die friderizianische Politik also weiterhin auf die Arrondierung des westpreußischen Territoriums abzielte, bot sich Österreich die Chance eines kleinen Ausgleichs für den Verlust Schlesiens im Jahr 1740 (vgl. Schlesische Kriege). Doch Maria Theresia hatte nach eigener Aussage „moralische Bedenken“ und sträubte sich gegen die Vorstellung, ihre Ausgleichansprüche auf Kosten eines „unschuldigen Dritten“ und noch dazu eines katholischen Staates wirksam werden zu lassen. Dabei war es gerade die Habsburgermonarchie, die eine solche Teilung bereits im Herbst 1770 mit der „Reinkorporation“ von 13 Städten oder Marktflecken und 275 Dörfern in der Zipser Gespanschaft präjudizierte. Diese Ortschaften waren 1412 von Königreich Ungarn pfandweise an Polen abgetreten und später nicht eingelöst worden. Nach Ansicht des Historikers Georg Holmsten hatte diese militärische Aktion die eigentliche Teilungsaktion eingeleitet. Während Maria Theresia, ihr Sohn Joseph II., der mit einer Teilung sympathisierte, und Staatskanzler Wenzel Anton Kaunitz sich noch berieten, schlossen Preußen und Russland bereits am 17. Februar 1772 eine separate Teilungsvereinbarung und setzten Österreich damit unter Druck. Letztendlich überwogen die Sorge der Monarchin vor einer Verschiebung oder gar einem Verlust von Macht und Einfluss sowie das Risiko einer Gegnerschaft mit den beiden Mächten. Das polnische Territorium sollte nicht alleine unter diesen aufgeteilt werden, weshalb sich Österreich dem Teilungsvertrag anschloss. Obgleich die Habsburgermonarchie in diesem Fall zögerte, hatte es bereits Ende der 1760er Jahre Versuche des Staatskanzlers von Kaunitz gegeben, ein Tauschgeschäft mit Preußen abzuschließen, in welchem Österreich Schlesien zurückbekommen und im Gegenzug Preußen bei seinen Arrondierungsplänen in Polnisch-Preußen unterstützen sollte. Österreich war somit nicht nur stiller Nutznießer, denn sowohl Preußen als auch Österreich waren an der Teilung aktiv beteiligt. Die russischen Pläne kamen ihnen angesichts der schon Jahre zuvor kursierenden Pläne gelegen und boten einen willkommenen Anlass, die eigenen Interessen umzusetzen.
Am 5. August 1772 wurde schließlich der Teilungsvertrag zwischen Preußen, Russland und Österreich unterzeichnet. Der „Petersburger Vertrag“ wurde als „Maßregel“ zur „Pazifizierung“ Polens deklariert und bedeutete für Polen einen Verlust von über einem Drittel seiner Bevölkerung sowie über einem Viertel seines bisherigen Staatsgebietes, darunter der wirtschaftlich so bedeutende Zugang zur Ostsee mit der Weichselmündung. Preußen bekam das, wonach es so lange strebte: Bis auf die Städte Danzig und Thorn wurde das gesamte Gebiet des Preußen Königlichen Anteils sowie der sogenannte Netzedistrikt zur Hohenzollernmonarchie geschlagen. Es erhielt damit der Größe und Bevölkerung nach den kleinsten Anteil. Strategisch gesehen erwarb es jedoch das wichtigste Territorium und profitierte somit erheblich von der Ersten Teilung Polens.

„Ein wichtiges Desideratum territorial-staatlichen und dynastischen Prestiges war erfüllt. Westpreußen sollte künftig strategisch und wirtschaftsgeographisch die unentbehrliche ‚Sehne‘ Preußens im Nordosten bilden.“

Zudem durfte Friedrich II. sich künftig „König von Preußen“ nennen und nicht nur „König in Preußen“. Russland verzichtete auf die Donaufürstentümer Moldau und Walachei, bekam dafür aber das Gebiet Polnisch-Livland und die belarussischen Gebiete bis zur Düna zugesprochen. Österreich sicherte sich das galizische Territorium mit der Stadt Lemberg als Mittelpunkt mit Teilen Kleinpolens.

### Stabilisierung des europäischen Machtgefüges
Für das Königreich Polen, als größten Flächenstaat Europas nach Russland, bedeutete die Zerstückelung seines Territoriums eine Zäsur. Polen wurde zum Spielball seiner Nachbarn. Die Allianz der drei schwarzen Adler betrachtete das Königreich als Verhandlungsmasse. Friedrich II. bezeichnete die Teilung Polens 1779 als herausragenden Erfolg neuartiger Krisenbewältigung.
Der Interessenausgleich zwischen den Großmächten trug beinahe 20 Jahre, bis zur Französischen Revolution. Erst mit Ausbruch der Koalitionskriege sollte es in Europa wieder zu größeren militärischen Auseinandersetzungen zwischen den Großmächten kommen. Das zwischenzeitliche Eingreifen Frankreichs gegen Großbritannien, während des amerikanischen Unabhängigkeitskrieges sowie der nahezu unblutig verlaufende „Kartoffelkrieg“ (1778/79) zwischen Preußen und Österreich tangierten den europäischen Kontinent und das dortige Machtgefüge kaum.
Trotz der territorialen Gewinne der Ersten Teilung zeigten sich die Verantwortlichen in Preußen mit dem Ergebnis nicht vollkommen zufrieden. Obwohl sich die Unterhändler intensiv darum bemühten, gelang es nicht, die Städte Danzig und Thorn, wie dies bereits in der Polnisch-Preußischen Allianz von polnischer Seite zugesichert worden war, dem preußischen Territorium einzuverleiben, weshalb die Hohenzollernmonarchie sich um eine weitere Arrondierung bemühte. Auch Maria Theresia, die vor dem Schritt einer Teilung zunächst zurückgeschreckt war, äußerte plötzlich weiteres Interesse. Sie war der Auffassung, dass die durch die Teilung erworbenen Gebiete in Anbetracht des Verlustes Schlesiens und der im Vergleich höheren strategischen Bedeutung der von Preußen erworbenen Gebiete unzureichend seien.

### Innenpolitische Auseinandersetzungen
Die innenpolitische Lage in Polen war zunächst weiterhin geprägt durch die Rivalität zwischen dem König und seinen Anhängern auf der einen und der Magnatenopposition auf der anderen Seite. Russland strebte danach, diese Rivalität aufrechtzuerhalten und gleichzeitig seine Rolle als Protektoratsmacht zu sichern. Die Schwäche Polens sollte weiter Bestand haben. Ziel war es daher, die sich gegenüberstehenden Adelsparteien in einer Pattsituation zu halten und die Machtbalance zu wahren, wobei die königstreue Seite, also vor allem die Czartoryskis, ein leichtes Übergewicht haben sollten. Die Reichstage von 1773 und 1776 sollten dieses institutionalisieren und Reformen zur Stärkung des Königs beschließen. Doch lehnte die Adelsopposition eine Stärkung der Exekutive und eine Ausweitung der Prärogativen des Königs ohnehin schon ab, und somit verstärkte sich ihr Widerstand gegen die Reformen angesichts der Tatsache, dass die Beschlüsse das Ergebnis einer Zusammenarbeit Poniatowskis mit Russland waren. Oberstes Ziel der Magnaten war es nun, die Reichstagsbeschlüsse von 1773 und 1776 wieder rückgängig zu machen. Dies wäre jedoch nur durch die Bildung eines Konföderationsreichstags ermöglicht worden, auf dem Beschlüsse mit einer einfachen Mehrheit gefasst werden konnten, ohne durch ein liberum veto zu Fall gebracht zu werden. Ein solcher Reichstag stieß jedoch auf erheblichen Widerstand des Protektors Russland. Eine Änderung der Verfassung war folglich unmöglich. Weder konnte die Magnatenopposition eine Revision der Beschlüsse von 1773 und 1776 erwirken, noch war es Poniatowski möglich, weitergehende Reformen durchzubringen, zumal Russland zwar die letzten Reformen zur Stärkung des Königs unterstützte, aber jegliche Handlung, die ein Abrücken vom Status quo bedeutete, ablehnte. Obwohl von Katharina II. gefördert, verfolgte der polnische König weiterhin Maßnahmen, um den polnischen Staat grundlegend zu reformieren und den Staat in den Grenzen nach der 1. Teilung zu konsolidieren, und strebte zu diesem Zweck auch seinerseits die Bildung eines Konföderationsreichstages an. Das Jahr 1788 bot Poniatowski die Gelegenheit dazu, als die russischen Truppen in einem Zweifrontenkrieg gegen Schweden und die Türkei verwickelt waren (vgl. Russisch-Österreichischer Türkenkrieg 1787–1792 und Russisch-Schwedischer Krieg 1788–1790), weshalb die militärischen Mittel Russlands sich deutlich weniger gegen Polen richten konnten.
Der starke Reformgeist, von dem dieser lang ersehnte Reichstag geprägt werden sollte, offenbarte Ansätze einer neuen Handlungsfähigkeit der Adelsrepublik, was nicht im Sinne der russischen Zarin sein konnte. Klaus Zernack beschrieb diese Situation als „Schockwirkung der ersten Teilung“, die „rasch in eine Aufbruchstimmung eigener Art“ überging. Die von Stanisław August Poniatowski angestrebten Veränderungen in der Verwaltung und im politischen System der Adelsrepublik sollten die politische Lähmung der Wahlmonarchie aufheben, das Land in gesellschaftlicher, sozialer und ökonomischer Hinsicht verändern und zu einer modernen Staats- und Landesverwaltung führen. Russland und Preußen betrachteten diese Entwicklung jedoch mit Argwohn. Der zunächst von der Zarin unterstützte Poniatowski erwies sich insbesondere für russischen Geschmack plötzlich als zu reformfreudig, so dass sich Katharina II. bemühte, der angestrebten Modernisierung ein Ende zu setzen. Sie kehrte daher ihrerseits die Vorzeichen um und unterstützte nun offen die anti-reformerische Magnatenopposition.

### Verfassung vom 3. Mai 1791

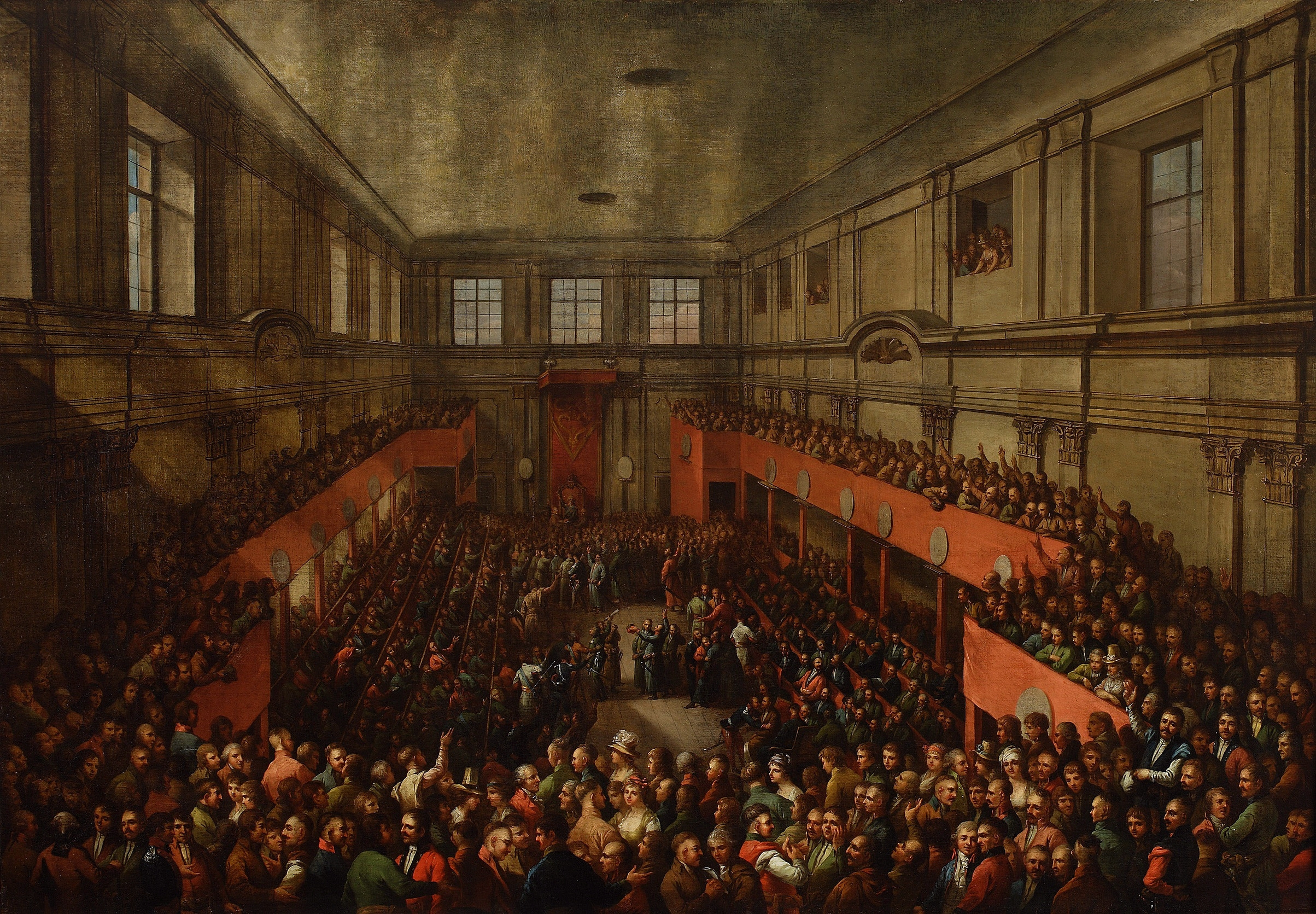
Die Verabschiedung der Mai-Verfassung am 3. Mai 1791, zur Zeit des Vierjährigen Sejms im Warschauer Königsschloss (Gemälde von 1806)

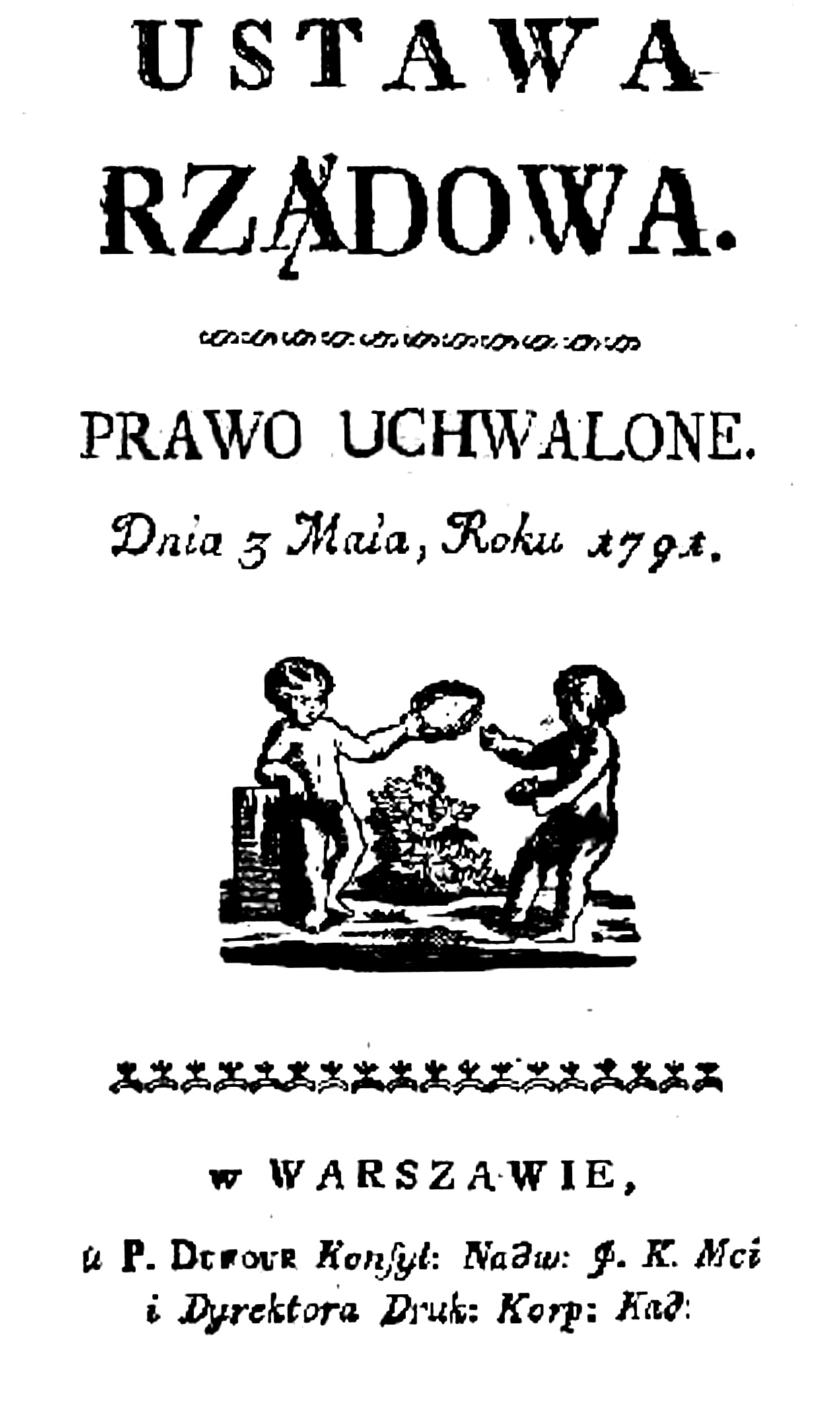
Titelblatt des Erstdrucks der Maiverfassung von Piotr Dufour aus dem Jahr 1791

Preußen agierte angesichts seiner ablehnenden Haltung gegenüber den Reformen jedoch widersprüchlich: Nachdem die pro-preußischen Sympathien in Polen nach der Ersten Teilung schnell ein Ende gefunden hatten, verbesserte sich das Verhältnis zwischen den beiden Staaten. Die Annäherungen mündeten am 29. März 1790 sogar in ein preußisch-polnisches Defensivbündnis gegen Russland. Nach einigen freundschaftlichen Deklarationen und positiven Signalen fühlten sich die Polen gegenüber Preußen sicher und unabhängig und sahen in Friedrich Wilhelm II. gar ihren Beschützer. Das Bündnis sollte daher auch, so die Hoffnung Polens, die Reformen, insbesondere auch außenpolitisch, sichern. Die Rolle Preußens bei der Ersten Teilung schien vergessen. Doch so uneigennützig wie gehofft war dessen Politik nicht, denn auch für Preußen galt: Die „Adelsanarchie“ und das Machtvakuum waren durchaus gewollt, weshalb es sowohl im preußischen als auch im russischen Interesse lag, dem erwähnten Reformstreben entgegenzusteuern. Die Bemühungen blieben jedoch ohne Erfolg. Zu den wichtigsten Neuerungen gehörten die Abschaffung des Adelsprivilegs der Steuerfreiheit (vgl. Goldene Freiheit des Adels) und die Finanzierung und Erhöhung der Stehenden Berufsarmee von 24.000 Mann auf bis zu 100.000 Mann, sowie die Neuausrichtung des Staatsbürgerschaftsrechts.
Unter dem ständig wachsenden Druck der absolutistischen Nachbarstaaten, verbunden mit der Befürchtung einer Intervention, sah sich der König gezwungen, seine weiteren Reformvorhaben möglichst schnell zu realisieren. In einer Reichstagssitzung am 3. Mai 1791 legte Poniatowski den Abgeordneten daher einen Entwurf für eine neue polnische Verfassung vor, dem der Reichstag nach nur siebenstündiger Beratung zustimmte. Am Ende des Vierjährigen Sejms stand somit die erste moderne Verfassung Europas im Sinne der Aufklärung.
Die als „Regierungsstatut“ bezeichnete Konstitution bestand aus lediglich elf Artikeln, die jedoch weitreichende Veränderungen mit sich brachten. Beeinflusst von den Werken Rousseaus und Montesquieus wurden die Prinzipien von Gewaltenteilung und Volkssouveränität festgeschrieben, die indes nur für den Adels- und ab 1791 auch für den Bürgerstand galten. Die große Masse der Bevölkerung, die Bauern, blieben hingegen in Leibeigenschaft und an die Scholle gebunden, staatliche Schutzklauseln (Rechtsschutz des Königs) sollten sie aber vor wirtschaftlicher Auspressung und Willkür der Gutsherren schützen. Die Verfassung sah die Einführung des Mehrheitsprinzips im Gegensatz zum liberum veto, eine Ministerverantwortlichkeit und eine Stärkung der staatlichen Exekutive, vor allem des Königs, vor. Den Städtern wurden zudem die bürgerlichen Grundrechte garantiert. Der Katholizismus wurde zur vorherrschenden Religion erklärt, die freie Religionsausübung anderer Konfessionen aber legitimiert. Darüber hinaus wurde die Bildung von Konföderationen (Widerstandsrecht des Adels gegen den König) unter Androhung der Todesstrafe verboten. Meist handelte sich bei Konföderationen, die vor allem im 18. Jahrhundert unter dem Einfluss ausländischer Botschafter standen, um Aufstände gegen den König. Durch diese Entscheidung wollte man den vielen Bürgerkriegen, die auch das Land immens verwüsteten und erheblich schwächten, in Polen-Litauen Einhalt gebieten.
Um die Handlungsfähigkeit der Republik auch nach dem Tod eines Königs zu sichern und ein Interregnum zu verhindern, beschlossen die Abgeordneten weiterhin die Abschaffung der Wahlmonarchie und die Einführung einer Erbdynastie – mit den Wettinern als neuem Herrschergeschlecht. Damit wurde Polen durch die Verfassung zu einer parlamentarisch-konstitutionellen Monarchie mit einem zukünftigen Erbmonarchen an der Staatsspitze und schuf eine demokratisch organisierte Nation von Staatsbürgern.
Der Wille zum Kompromiss verhinderte jedoch noch weitergehende Reformen: Die geplante Abschaffung der Leibeigenschaft und die Einführung von persönlichen Grundrechten auch für den Bauernstand scheiterten am Widerstand der Erz-Konservativen.
Beeinflusst von den Werken der großen Staatstheoretiker, geprägt durch das Klima der Aufklärung und ihrer Diskurse und beeindruckt von den Ereignissen der Französischen Revolution und den Ideen der Jakobiner, sollte Polen zu einem der modernsten Staaten am Ausgang des 18. Jahrhunderts werden. Zwar bemühten sich die Abgeordneten nach der Verabschiedung der Verfassung darum, die neuen Verfassungsprinzipien auch umzusetzen, doch das Erreichte währte nicht lange.

### Reaktionen der Nachbarstaaten
Der Verfassungsaffront veranlasste die Nachbarstaaten schon bald zum Handeln. „Katharina II. von Russland war angesichts der Verabschiedung der Verfassung außer sich und tobte, dieses Schriftstück sei ein Machwerk, schlimmer, als es sich die französische Nationalversammlung ausdenken könne, und zudem geeignet, Polen dem russischen Vorfeld zu entwinden.“ Russland unterstützte nun diejenigen Kräfte in Polen, die sich gegen die Maiverfassung wandten und auch schon gegen die Reichstagsbeschlüsse von 1773 und 1776 angekämpft hatten. Mit Unterstützung der Zarin ging die Konföderation von Targowica, in Polen bis heute ein Symbol für Hochlandesverrat, nun vehement gegen den König und seine Anhänger vor. Als der russisch-osmanische Konflikt im Januar 1792 schließlich ein Ende fand, wurden somit auch wieder militärische Kräfte freigesetzt, die ein Eingreifen Katharinas II. ermöglichten (vgl. Russisch-Polnischer Krieg 1792). Ein Jahr nach dem Ende des Vierjährigen Sejm rückten erneut russische Truppen (bis zu 100.000 Mann) in Polen ein. Das polnische Heer war dem russischen Heer, das aus den zwei vorherigen Kriegen kurz zuvor über deutlich mehr Kriegserfahrung und Abhärtung verfügte, unterlegen, zudem verließ das Königreich Preußen einseitig die gegen Russland gerichtete Polnisch-Preußische Defensivallianz von 1790 und Poniatowski unterwarf sich der Zarin. Die Verfassung vom 3. Mai wurde aufgehoben, während Russland seine Rolle als Ordnungsmacht zurückgewann. In Anbetracht der Ereignisse zeigte sich Katharina II. nun offen für eine weitere Teilung Polens:

„Polen wurde […] in dem Augenblick für seine Nachbarn unerträglich, da es sich aus seiner Machtlosigkeit so weit regenerierte, daß es in die Lage versetzt wurde, aus eigener Kraft auch außenpolitisch aktiv zu werden“

Auch Preußen erkannte die Gelegenheit, aus dieser Situation Profit zu schlagen, um nunmehr in den Besitz der begehrten Städte Danzig und Thorn zu kommen. Allerdings war Russland, das die Reformbestrebungen in Polen allein unterdrückte, wenig geneigt, dem Wunsch Preußens nachzukommen. Preußen verknüpfte daher die polnische mit der französischen Frage und drohte, aus dem europäischen Koalitionskrieg gegen das revolutionäre Frankreich auszuscheiden, sollte es nicht entsprechend entschädigt werden. Vor die Wahl gestellt, entschied sich Katharina II. nach langem Zögern für die Aufrechterhaltung des Bündnisses und stimmte einer erneuten Aufteilung polnischer Territorien unter Preußen, als „Kostenersatz des Krieges, contre les rebelles français“, und dem Zarenreich zu. Österreich blieb auf Forderung der Zarin jedoch bei diesem Teilungsakt außen vor.

## Die zweite Teilung 1793

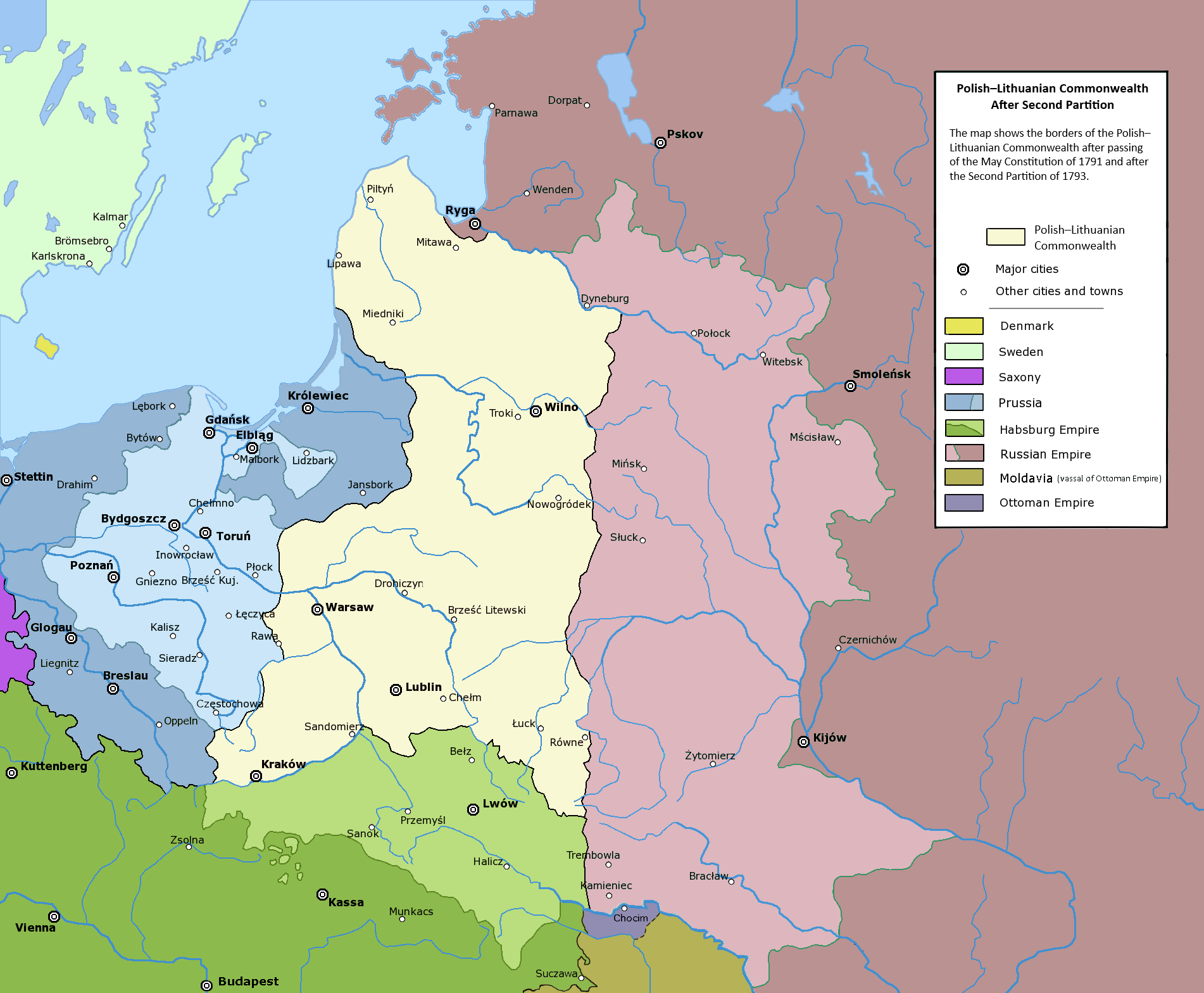
Polen-Litauen in den Grenzen nach der II. Teilung Polens 1793

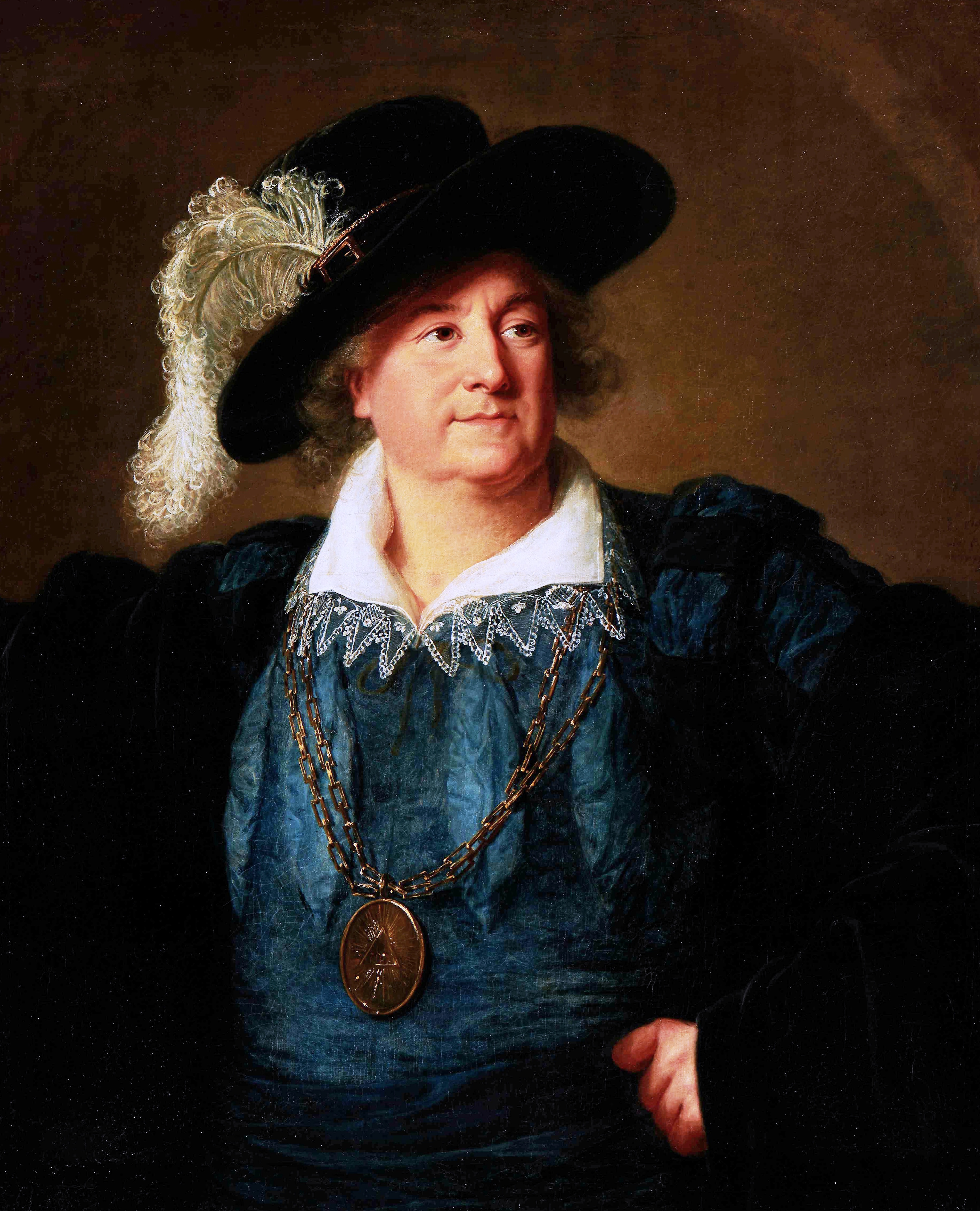
Stanisław August Poniatowski mit Freimaurersymbol (Porträt von Élisabeth Vigée-Lebrun)

Im Vertrag von Sankt Petersburg vom 23. Januar 1793 einigten sich Preußen und Russland über die Aufteilung polnischer Gebiete. Preußen erhielt nun die Kontrolle über Danzig und Thorn sowie über Großpolen und Teile Masowiens, welche zur neuen Provinz Südpreußen zusammengefasst wurden. Das russische Territorium erweiterte sich um ganz Belarus sowie weite Gebiete Litauens und der Ukraine. Um diesem Akt den Anschein der völkerrechtlichen Legalität zu geben, wurden die Abgeordneten des Reichstags nur wenige Monate später in Grodno unter Waffendrohung, Erpressung und hohen Bestechungen der Teilungsmächte gedrängt, der Aufteilung ihres Landes zuzustimmen.

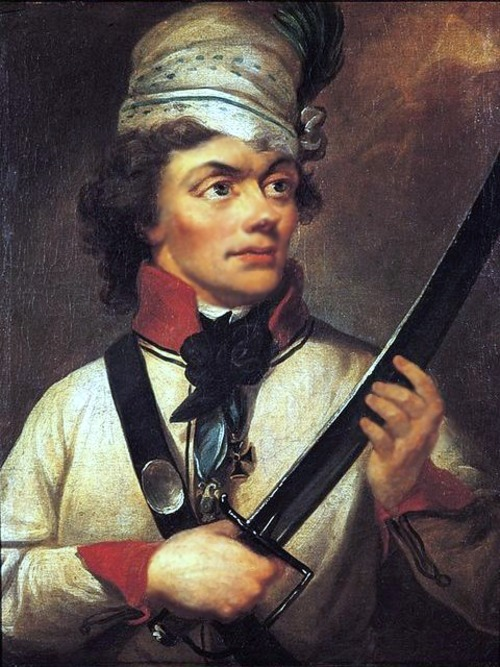
Tadeusz Kościuszko

Hatte es nach der Ersten Teilung Polens noch im Interesse der Nachbarstaaten gelegen, das Königreich wieder zu stabilisieren und anschließend als schwachen und handlungsunfähigen Reststaat zu etablieren, änderten sich jedoch die Vorzeichen nach der Zweiten Teilung von 1793. Die Frage nach dem Fortbestehen des verbliebenen polnischen Staates wurde nicht gestellt. Weder Preußen noch Russland strebten einen Weiterbestand des Königreiches in den neuen Grenzen an. Die Zweite Teilung Polens mobilisierte die widerständischen Kräfte des Königreichs. Nicht nur der Adel und die Geistlichkeit wehrten sich gegen die Besatzungsmächte. Auch die bürgerlich-intellektuellen Kräfte sowie die bäuerlich-sozialrevolutionäre Bevölkerung schlossen sich dem Widerstand an. Innerhalb weniger Monate zog die anti-russische Opposition weite Teile der Bevölkerung auf ihre Seite. An die Spitze dieser Gegenbewegung setzte sich General Tadeusz Kościuszko, der bereits im Amerikanischen Unabhängigkeitskrieg an der Seite George Washingtons gekämpft hatte und 1794 nach Krakau zurückgekehrt war. Im selben Jahr noch gipfelte der Widerstand in dem nach ihm benannten Kościuszko-Aufstand.
Monatelang dauerten die Auseinandersetzungen zwischen den Aufständischen und den Teilungsmächten Preußen und Russland. Immer wieder konnten die Widerstandskräfte Erfolge verbuchen. Am 10. Oktober 1794 nahmen jedoch russische Truppen Kościuszko nach einer Schlacht schwer verwundet gefangen und nach dem Massaker von Praga unter Alexander Suvorov (bis zu 23.000 polnische Opfer), brach der Aufstand schließlich vollständig zusammen. Letztendlich obsiegten die Truppen der Besatzer und eine weitere Existenzberechtigung eines polnischen Staates hatten die Aufständischen in den Augen der Nachbarmächte verspielt.

„Daß die Polen es gewagt hatten, ihr nationales Schicksal selbst bestimmen zu wollen, brachte dem polnischen Staat das Todesurteil.“

Nun strebte Russland danach, Polen restlos aufzuteilen und aufzulösen, und suchte zu diesem Zweck zuerst die Verständigung mit Österreich. War Preußen bisher die treibende Kraft, musste es seine Ansprüche nun hintanstellen, da sowohl Petersburg als auch Wien der Auffassung waren, dass Preußen bisher am meisten von den beiden vorhergehenden Teilungen profitiert hatte.

## Die dritte Teilung 1795
Am 3. Januar 1795 unterzeichneten Katharina II. und der Habsburger Herrscher Franz I. den Teilungsvertrag, dem sich der König von Preußen am 24. Oktober anschloss. Demnach teilten sich die drei Staaten das restliche Polen entlang der Flüsse Memel, Bug und Pilica auf.
Russland rückte weiter nach Westen und besetzte sämtliche Gebiete östlich von Bug und Memel, Litauen sowie ganz Kurland und Semgallen. Mit den Teilungen hatte Russland innerhalb von 23 Jahren (1772–1795) seine Grenzen um 600 bis 800 Kilometer nach Westen verschoben, womit die Distanz zu den wichtigsten Zentren der europäischen Politik sichtlich verkürzt wurde.
Der habsburgische Machtbereich erweiterte sich nach Norden hin als Westgalizien mit den wichtigen Städten Lublin, Radom, Sandomierz und insbesondere Krakau.
Preußen erhielt die Gebiete westlich von Bug und Memel mit Warschau, welche anschließend Teil der neuen Provinz Neuostpreußen wurden, sowie das nördlich von Krakau gelegene Neuschlesien.
Nachdem Stanisław August am 25. November 1795 abgedankt hatte, erklärten die Teilungsmächte das Königreich Polen zwei Jahre nach der Dritten und letzten Teilung Polens für erloschen.

„Polen wurde gleichsam als ein verfügbarer und willkommener „Fonds“ angesehen, der es erlaubte, die territoriale Gewinnsucht der drei Mächte auf die einfachste Weise zu befriedigen und mit Hilfe dessen man außerdem die zwischen Preußen, Russland und Österreich herrschenden machtpolitischen Gegensätze in gemeinsame Komplizenschaft zu Lasten eines unschuldigen Vierten verwandeln und so eine Zeitlang „harmonisieren“ konnte.“

Preußen verlor seinen Zugewinn 1807 durch die Bildung des Herzogtums Warschau im Frieden von Tilsit und Österreich musste 1809 Westgalizien im Frieden von Schönbrunn an das Herzogtum Warschau abtreten.
Die Polen fanden sich nicht mit der fehlenden Eigenstaatlichkeit ab. Im Zuge der Aufstellung der Polnischen Legion innerhalb der französischen Armee entstand 1797 das Kampflied „Noch ist Polen nicht verloren“, das im folgenden Jahrhundert die diversen Aufstände begleitete und schließlich zur polnischen Nationalhymne wurde.

## Statistik der Teilungen

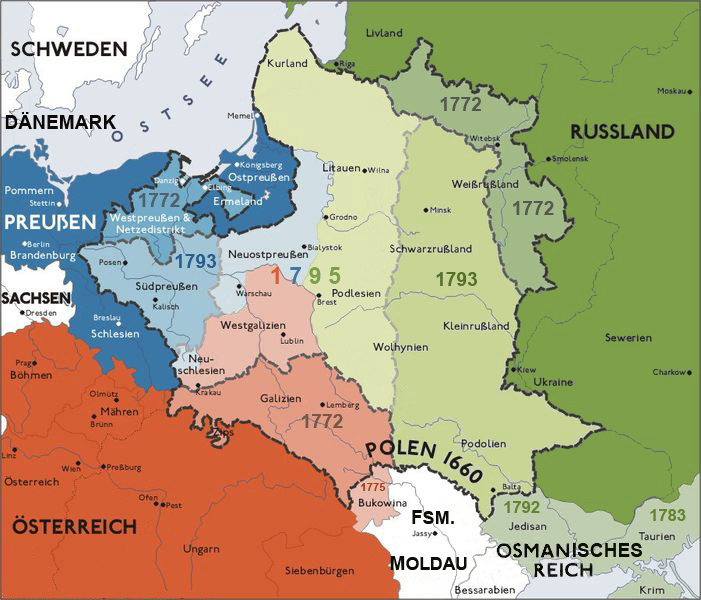
Polen-Litauen in den Grenzen von 1771 und die Teilungen Polens 1772, 1793 und 1795

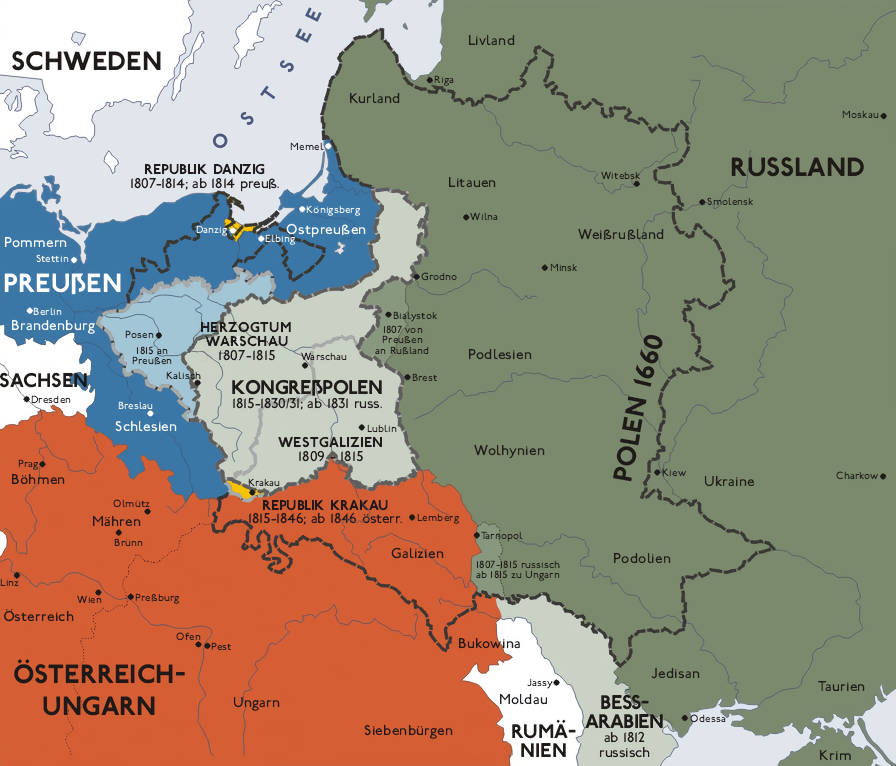
Die territoriale Reorganisation Mittelosteuropas durch den Wiener Kongress 1814/15: Auflösung des napoleonischen Herzogtums Warschau und die Konstituierung eines konstitutionellen Königreichs Polen ohne Posen und Krakau (auf der Karte „Kongresspolen“) mit dem russischen Zaren als „König von Polen“ nur durch eine Personalunion mit dem Russischen Kaiserreich verbunden.

### Territoriale Statistik
Im Ergebnis der Teilungen war einer der größten Staaten Europas von der Landkarte getilgt. Die Angaben über die Größe und Einwohnerzahl schwanken sehr stark, weshalb eine genaue Quantifizierung der Verluste des polnischen Staates respektive der Gewinne der Teilungsmächte nur schwer möglich ist. Basierend auf den Angaben von Roos profitierte Russland rein quantitativ am meisten von den Teilungen: Mit 62,8 Prozent des Territoriums erhielt das Zarenreich rund dreimal so viel wie Preußen mit 18,7 Prozent oder Österreich mit 18,5 Prozent. Fast jeder zweite Einwohner Polens, insgesamt etwa 47,3 Prozent, lebte nach der Teilung in russischen Gebieten. Österreich hatte der Fläche nach den geringsten Zuwachs, jedoch handelte es sich bei dem neu geschaffenen Königreich Galizien und Lodomerien um eine dicht besiedelte Region, weshalb mit 31,5 Prozent fast ein Drittel der polnischen Bevölkerung zur Habsburgermonarchie geschlagen wurde. Preußen hatte eine etwas größere Fläche als Österreich erhalten, die allerdings nur 21,2 Prozent der Bevölkerung bewohnten.
| Teilung    | Preußen        | Preußen      | Russland       | Russland     | Österreich     | Österreich   | Gesamt          | Gesamt         |
| Teilung    | km²            | Bev. (Mio.)  | km²            | Bev. (Mio.)  | km²            | Bev. (Mio.)  | km²             | Bev. (Mio.)    |
| ---------- | -------------- | ------------ | -------------- | ------------ | -------------- | ------------ | --------------- | -------------- |
| 1. Teilung | 034.900        | 0,356        | 084.000        | 1,256        | 083.900        | 2,669        | 202.800         | 04,281         |
| 2. Teilung | 058.400        | 1,136        | 228.600        | 3,056        | –              | –            | 287.000         | 04,192         |
| 3. Teilung | 043.000        | 1,042        | 146.000        | 1,338        | 051.100        | 1,098        | 240.100         | 03,478         |
| Gesamt     | 136.300 18,7 % | 2,534 21,2 % | 458.600 62,8 % | 5,650 47,3 % | 135.000 18,5 % | 3,767 31,5 % | 729.900 100,0 % | 11,951 100,0 % |

### Ethnische Zusammensetzung der Teilungsgebiete

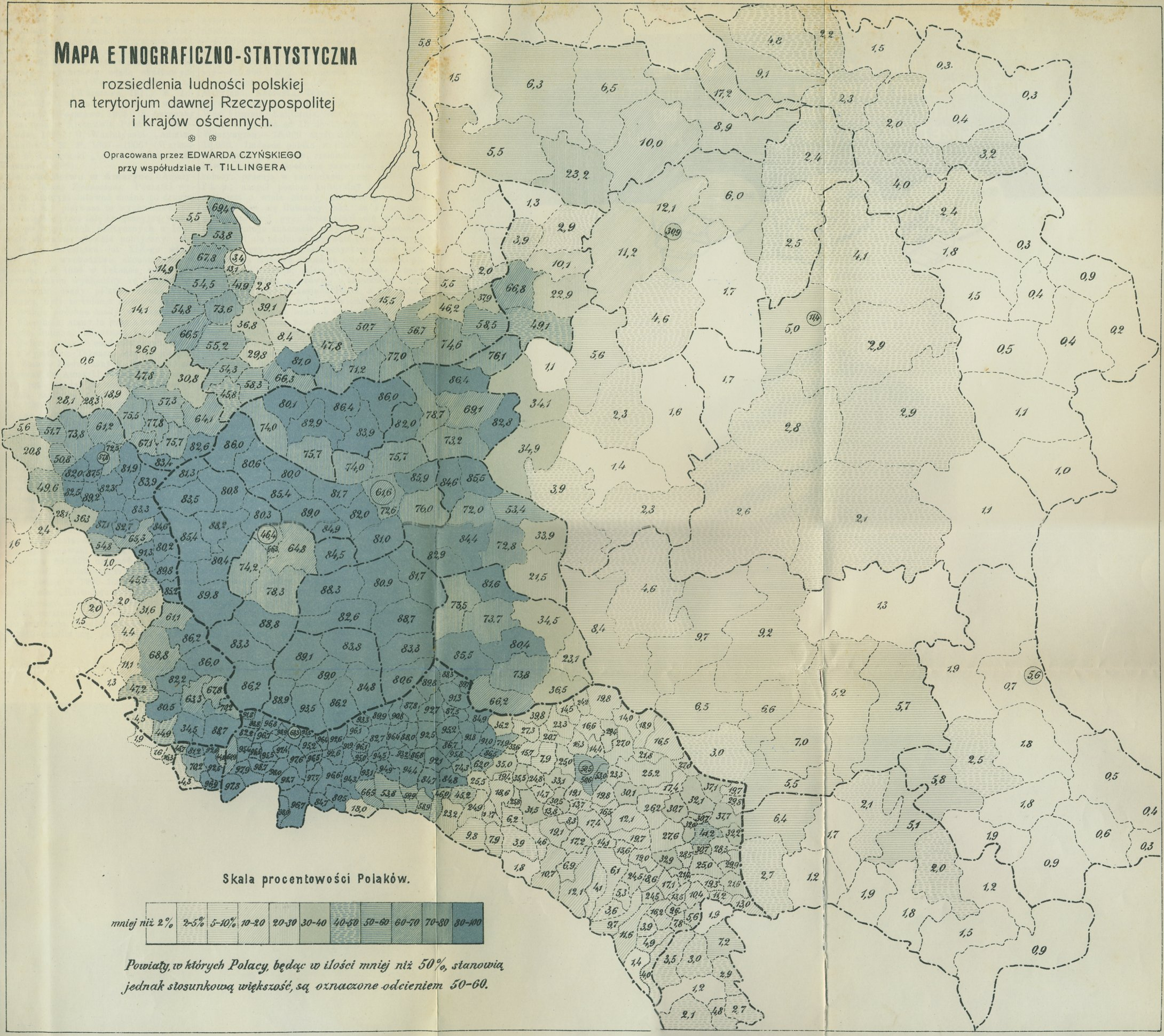
Die polnische Karte aus dem Jahr 1912 zeigt den Anteil polnischsprachiger Bevölkerung nach Verwaltungskreisen in den damaligen Grenzen und zusätzlich die Grenzen Polens 1772. Polen machten in den östlichen Gebieten nur eine kleine Minderheit aus

Bezüglich der ethnischen Zusammensetzung lassen sich keine exakten Angaben machen, da es keine Bevölkerungsstatistik gab. Sicher ist jedoch, dass die eigentlichen Polen in den an Russland gelangten Gebieten nur eine kleine Minderheit ausmachten. Der größte Teil der dortigen Bevölkerung bestand aus griechisch-orthodoxen Ukrainern und Belarussen sowie katholischen Litauern. In vielen Städten des russischen Teilungsgebietes wie Vilnius (polnisch Wilno), Hrodna (polnisch Grodno), Minsk oder Homel gab es aber eine zahlenmäßig und kulturell bedeutende polnische Bevölkerung. Daneben gab es auch eine große jüdische Bevölkerungsgruppe. Die „Befreiung“ der orthodoxen ostslawischen Völker von der polnisch-katholischen Oberhoheit wurde später von der nationalrussischen Historiografie ins Feld geführt, um die Gebietsannexionen zu rechtfertigen. In den zu Preußen gelangten Gebieten gab es im Ermland, in Pomerellen und in den westlichen Randgebieten der neuen Provinz Südpreußen einen zahlenmäßig bedeutenden deutschen Bevölkerungsanteil. Das Bürgertum der Städte Westpreußens, insbesondere das der alten Hansestädte Danzig und Thorn war seit alters her ganz überwiegend deutschsprachig. Durch die Annexion der polnischen Gebiete vervielfachte sich die jüdische Bevölkerung Preußens, Österreichs und Russlands. Selbst als Preußen mit dem Wiener Kongress 1815 auf etwa die Hälfte seiner in den Teilungen erworbenen Gebiete zugunsten Russlands verzichtete, lebte immer noch mehr als die Hälfte aller Juden Preußens in den ehemals polnischen Gebieten Pomerellen und Posen. Als nach dem Wiener Kongress 1815 wieder ein Königreich Polen in Personalunion mit dem Russischen Reich hergestellt wurde („Kongresspolen“), umfasste dieses nur einen Teil der ehemals preußischen und österreichischen Teilungsgebiete. Die an Russland gelangten Territorien verblieben bei diesem. Damit fielen 1815 82 % der ehemals polnisch-litauischen Gebiete an Russland (einschließlich Kongresspolen), 8 % an Preußen und 10 % an Österreich.

## Forschung
In der deutschen Geschichtswissenschaft stellen die Teilungen Polen-Litauens bisher eher ein Randthema dar. Das wohl einschlägigste Überblickswerk „Die Teilungen Polens“ von Michael G. Müller erschien bereits 1984 und steht mittlerweile frei zugänglich als Digitalisat zur Verfügung. Dabei ist deren historische Bedeutung keineswegs gering. Bereits Müller stellt fest: „Es ist eben nicht nur für polnische, sondern auch für französische und angelsächsische Historiker geläufig, die Teilungen Polens unter die […] epochenmachenden Ereignisse der europäischen Frühneuzeit einzureihen, d.h., sie ähnlich zu gewichten wie den Dreißigjährigen Krieg oder die Französische Revolution.“ Trotzdem gilt 30 Jahre nach Müllers Feststellung noch immer, dass „gemessen an ihrem objektiven Betroffen-Sein“ die deutsche Geschichtswissenschaft an den Teilungen Polens „einen allzu geringen Anteil genommen“ hat. Das Thema präsentiert sich demnach trotz neuer Forschungsbemühungen (insbesondere an den Universitäten Trier und Gießen) teilweise immer noch als ein Desiderat der deutschen Forschung. Neueste Forschungsergebnisse präsentiert der Sammelband Die Teilungen Polen-Litauens aus dem Jahr 2013. Erwartungsgemäß ist das Thema in der polnischen Literatur wesentlich breiter erforscht.
Die Quellenlage ist dagegen deutlich besser. Die wichtigsten Bestände finden sich im Geheimen Staatsarchiv Preußischer Kulturbesitz (GStA PK) in Berlin-Dahlem und im Archiwum Główne Akt Dawnych (AGAD) in Warschau. Eine edierte Quellensammlung stellt das Novum Corpus Constitutionum (NCC) dar, das online abrufbar ist und vor allem öffentliche Bekanntmachungen enthält.
Die Teilungen Polens sind auch auf Landkarten gut dokumentiert. Infolge der umfangreichen territorialen Veränderungen bestand für aktuelle Karten eine große Nachfrage. Im deutschsprachigen Raum gab beispielsweise der Verlag von Johannes Walch eine Polenkarte heraus, die er mehrmals den politischen Gegebenheiten anpassen musste. Eine auch nur annähernd komplette Bibliografie aller Landkarten der polnischen Teilungen fehlt jedoch bisher.

## Überreste von Grenzzeichen

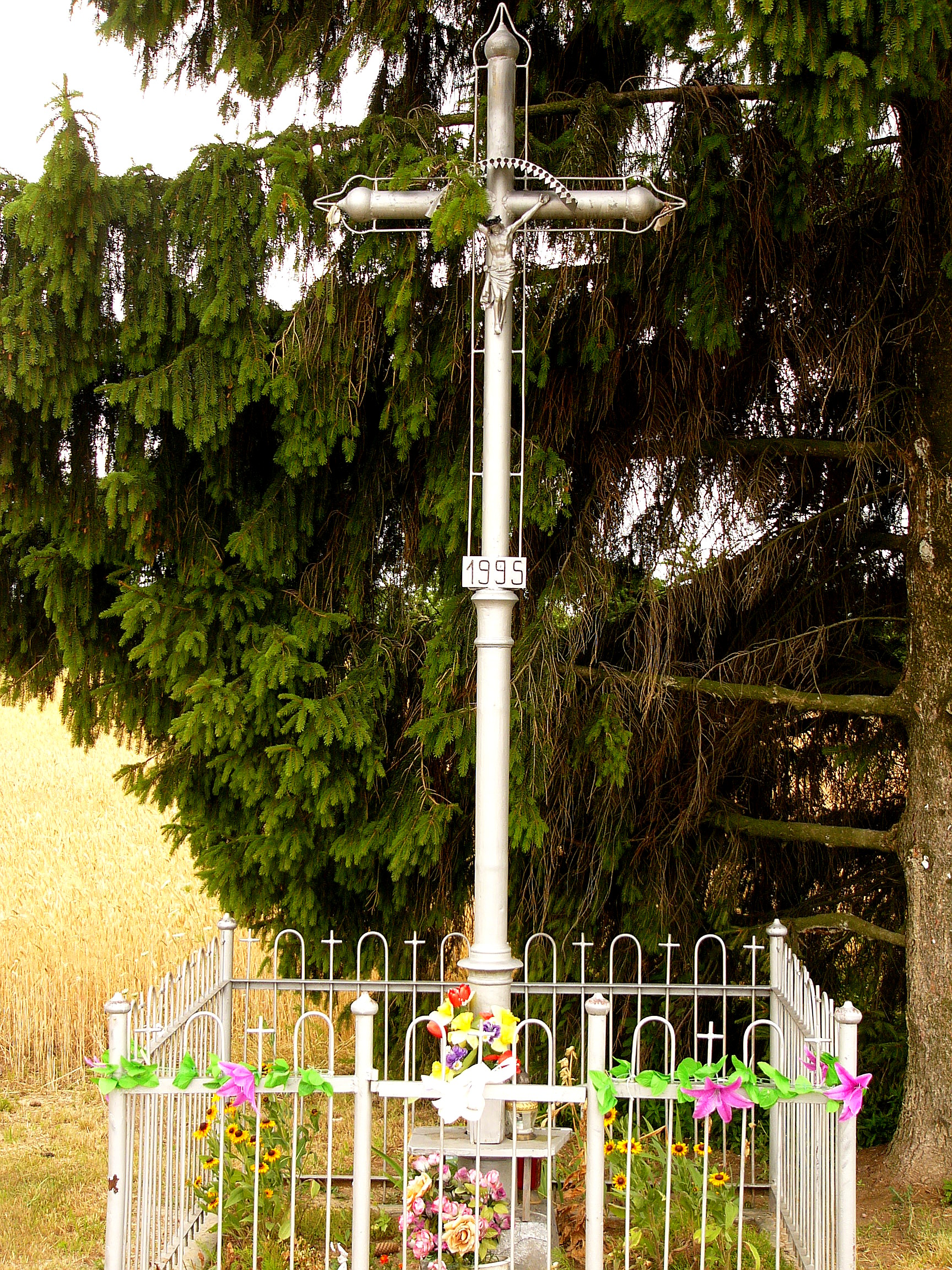
Ein Wegkreuz in Prehoryłe. Der untere Arm besteht zum Teil aus einem alten österreichischen Grenzpfosten.

In der Stadt Thorn und ihrer Nähe kann man heute noch die Reste der früheren preußisch-russischen Grenze sehen. Es ist eine 3–4 m breite Erdabsenkung mit zwei hohen Wällen auf beiden Seiten.
Als Dreikaisereck wird die Stelle bei Myslowitz bezeichnet, an der von 1846 an bis 1915 die Grenzen von Preußen, Österreich und Russland zusammenstießen.
Im Dorf Prehoryłe im Kreis Hrubieszów, etwa 100 m von der ukrainischen Grenze, steht ein Wegkreuz, dessen unterer, langer Arm ein alter österreichischer Grenzpfosten gewesen ist. Im untersten Bereich ist das Wort „Teschen“ sichtbar, der deutsche Name der Stadt Cieszyn, wo die Grenzpfosten hergestellt wurden. Der Fluss Bug, der heute die polnisch-ukrainische Grenze bildet, war nach der dritten Teilung Polens der Grenzfluss zwischen Österreich und Russland.